# Kale-i Tavas
Kale-i Tavas ist eine alte in Ruinen liegende Festungsstadt 43 km (auf der Straße etwa 70 km) südsüdwestlich von Denizli in der türkischen Provinz Denizli in Südwest-Anatolien. Sie liegt auf einem isolierten Felsplateau unmittelbar südlich der Kreisstadt Kale (Denizli) am südlichen Ende der Tavas-Ebene (Tavas Ovası). Die Stadtwüstung mit den geographischen Koordinaten 37° 26′ N, 28° 51′ O breitet sich auf den Resten der antiken Stadt Tabae aus. Der seit der Antike besiedelte Ort wurde aufgrund von schweren Bergrutschen in den 1960er Jahren zu Gunsten einer Neusiedlung von der Bevölkerung verlassen.

## Zur Lage der Stadtwüstung Kale-i Tavas

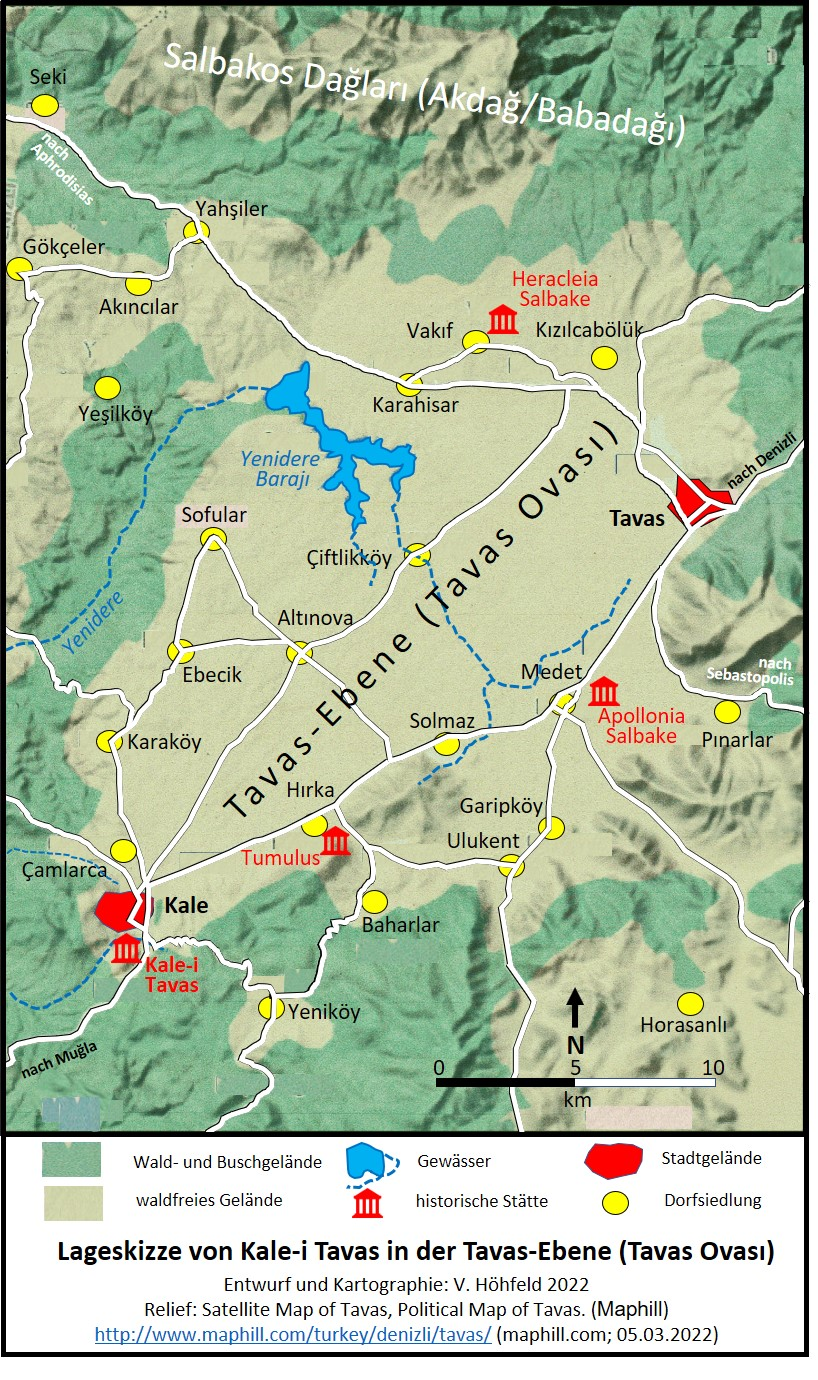
Die Karte zeigt die Lage der Stadtwüstung Kale-i Tavas zu den wichtigsten Siedlungen der Tavas-Ebene im Süden der Salkbakos Dağları südlich von Denizli.

Die Reste der alten Stadt Kale-i Tavas (auch Davaz, Kale Davaz, Kale Tavas; in der Antike Tabae) liegen in der Ägäisregion im Südwesten der Türkei innerhalb des İlçe (Kreis) Kale in der türkischen Provinz Denizli etwa 1 km südlich der Kreisstadt Kale und 500 m westlich der Fernstraße von Denizli nach Muğla am südlichen Ende der 26 km langen und bis zu 15 km breiten Ebene von Tavas, die umgeben ist vom Babadağ im Norden, Bozdağ im Süden und den Kızılhisar Dağları im Osten und sich in nordnordöstlicher Richtung zu den Salbakos Dağları (Akdağ/Babadağı) hinzieht. Die antike und zugleich „moderne“ Stadtwüstung erstreckt sich auf einem 1100–1150 m hohen natürlichen Felsplateau in Nachbarschaft der antiken Stätten Apollonia Salbake (bei Medet), Herakleia Salbake (bei Vakıf-Kızılcabölük) und Sebastopolis (bei Kızılca-Tavas) im Südosten von Aphrodisias (Geyre bei Karacasu).

## Zum Namen
Bereits in der mittleren bis späten Bronzezeit war der Name des Ortes Tabae/Tabai (Τάβαι). Tabae, das in der Antike und vor allem in der Römerzeit als gut entwickelte Siedlung galt, wird auch in schriftlichen Quellen aus dieser Zeit erwähnt. Von der Mitte des 2. Jahrhunderts v. Chr. bis zur Mitte des 3. Jahrhunderts n. Chr. erscheint der Name auf Münzen der Stadt. Einige Autoren argumentieren, dass das Wort „Tabai“ etymologisch „Felsen“ bedeutet, und da die Stadt „Tabae/Tabai“ auf einem felsigen Plateau gegründet wurde, wird in verschiedenen Quellen angegeben, dass sie wegen dieser Lage diesen Namen angenommen habe. In den byzantinischen Quellen des 8. und 12. Jahrhunderts n. Chr. wird der Name der Stadt als „Tabenos“, „Tabenon“ und „Tabea“ erwähnt. Etwa seit 1330 taucht es in den Quellen als „Kale-i Tavas“ u. a. im Zusammenhang mit den Beylik (Fürstentum) Menteşe auf, im 16. Jahrhundert auch als „Nefs-i Tavas“. Von der Bevölkerung wird Kale-i Tavas auch als „Eski Kale“ (Alte Burg) bezeichnet.

## Zu Klima und Vegetation

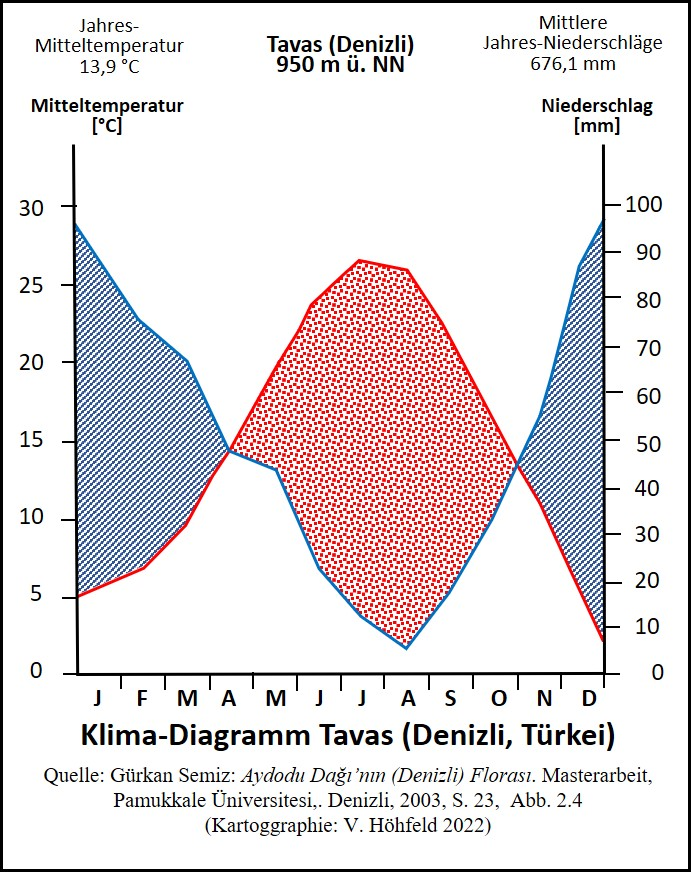
Das Klima-Diagramm verdeutlicht die wichtigsten mittleren klimatischen Daten der Klima-Station Tavas in der Provinz Denizli (Türkei).

Die aufgegebene Stadt Kale-i Tavas im Gebiet der Inneren Ägäisregion in den nordöstlichen Ausläufern der Doğu Menteşe Dağları (Östliches Menteşe-Bergland) steht klimatisch und vegetationsgeographisch, ebenso wie ihre unmittelbar benachbarte junge Nachfolgesiedlung Kale, in der Übergangszone zum Mittelmeerraum und damit unter dem Einfluss des mediterranen Klimas. Entsprechend sind die Sommer heiß und trocken und die Winter mild und regnerisch. Die jährliche Niederschlagsmenge beträgt 653,9 mm. Die vorherrschende Windrichtung kommt fast das ganze Jahr über aus westlichen Richtungen. Der Januar ist der Monat mit den meisten Niederschlägen. Somit bildet die mediterrane Flora die vorherrschende natürliche Vegetation. Dies sind Macchiebestände und Nadelwälder, darunter reine Schwarzkiefern- (Pinus nigra, Karaçam), Rotkiefern- (Kızılçam, Pinus brutia) und vereinzelt Wacholderwälder, die insgesamt eine große Fläche einnehmen. Neben Macchie-Arten findet man einzeln und in kleinen Gruppen verschiedene Eichenarten, Zedern, Terebinthe, wilde Olive, Erle, Platane und Ulme. Außerdem gibt es in den Wäldern einjährige krautige Pflanzenarten wie Süßholz und Thymian. Allerdings wurden im Umfeld der Tavas Ovası zwischen Tavas, Kale und Kızılcabölük und am Bozdağ und Gölgeli Dağ im Südosten die meisten Wälder zerstört, Buschgemeinschaften traten an ihre Stelle, und die Walddecke zeigt ein eher fragmentiertes Erscheinungsbild. Wo sich zersplitterte Strauchgesellschaften und Waldgebiete auf engstem Raum verändern, weisen die Schwarzkiefern von teilweise über 20 Metern Höhe darauf hin, dass die Region früher das Verbreitungsgebiet der Schwarzkiefernwälder war. Unter dem Wacholderwald, der ab etwa 1350 m an den Nordhängen beginnt, dominiert die (zumeist degradierte) Kermeseiche (Quercus coccifera), die in den umliegenden Gebieten dicht vorkommt.

## Zur geologisch-tektonischen Situation von Kale-i Tavas
Das jüngere Schicksal der Festungsstadt ist eng verbunden mit der geologisch-tektonischen Struktur ihres Umfeldes. Eine erste und bereits recht deutliche Beschreibung dieser geologischen und geomorphologischen Situation der Bergsiedlung Kale-i Tavas und ihrer Umgebung skizzierte Alfred Philippson 1904: „Von Jerengüme [heute Tavas] erblickt man im Südwesten jenseits der tischgleichen Hochebene [Tavas Ovası] eine Hügelgruppe, die von dem östlichen Randgebirge vorspringt, und in dieser Gruppe eine von Gebäuden gekrönte tafelförmige Höhe; das ist Kale-Davas, der historische Hauptort der Landschaft, das alte Tabai, welches schon im Altertum der Hochebene den Namen gegeben hat. Beim Marktflecken Kirkas (mit Basar), wendet sich der Rand des Kalkgebirges scharf und gradlinig nach SW, und vor ihm liegt ein sanft ansteigendes, von vielen Tälchen und Runsen zerschnittenes Gelände aus graugrünem, flyschartigem Sandstein und gelblichem Mergelschiefer, auch darin eingelagertem Konglomerat. Diese aufgerichteten Schichten sind vielfach diskordant von jungtertiärem Konglomerat und jungem Schutt bedeckt. Zur Linken haben wir das Kalkgebirge (1500 m), zur Rechten einen Tafelberg aus ganz flach nach SO geneigten Jungtertiärschichten, die über dem flyschartigen Sandstein mit steilem Erosionsrand aufragen. Das ist der Tschapas [Çapas Dağı?] (1200 m): vor uns aber, zwischen diesem und dem Kalkgebirge, eine breite Einsattlung in dem flyschartigen Sandstein, aus deren Mitte der kleine, aber steile Tafelberg von Kale-Davas (1103 m) aufragt, indem er die Einsattlung in zwei Paßfurchen zerlegt. So beherrscht er, mit seinen Steilwänden leicht zu verteidigen, diesen Durchgang. Der kleine Tafelberg von Kale-Davas ist von zwei tiefen Schluchten umgeben, die vom östlichen Gebirge herkommen, östlich des Tafelberges nur einen schmalen Rücken von Flysch zwischen sich lassen, dann den Berg auf beiden Seiten umfassen und sich im Südwesten vereinigen. So kann man die Höhe nur durch steile Pfade erklimmen; unser Weg, von Norden her, hat erst die nördliche Schlucht auf einer Brücke zu überschreiten.“
Nach jüngeren geologischen Untersuchungen wurde die Stadt Tabae (Kale-i Tavas) auf einer marinen Kalksteineinheit (Kale-Formation) aus dem unteren Miozän gegründet (oberes Aquitanium - Burdigalium). In dem etwa 1 km² großen Stadtgebiet gibt es nur zwei lithologische Einheiten. Die unteren Schichten (Mortuma- und Yenidere-Formationen), kiesige, sandige und lehmige Einheiten, haben eine Neigung von ungefähr 55°. Oberhalb befindet sich eine geschichtete Kalkstein-Mergel-Einheit (Kale-Formation) mit einer durchschnittlichen Mächtigkeit von 15 m und einer Neigung von etwa 10°. Die Dicke des Kalksteins ist nicht überall gleich und variiert zwischen 7 m und 20 m. Zwischen den beiden geologischen Einheiten besteht eine deutliche Diskordanz.
Die Mortuma-Formation steht im Allgemeinen in Kontakt mit den Grundgebirge. Ihr unterer Teil besteht aus gelblich-braunen, kreuz- und parallel geschichteten Konglomerat- und Sandsteinlagen; der obere Teil besteht aus gelblich, braun, grau und grün gefärbtem Konglomerat, zumeist mit quer und parallel gelagerten Sandstein- und dünnen Braunkohleschichten, Schluff- und Tonstein im Wechsel, beginnend mit gelblichem, braunem, grauem und grünem Konglomerat. Die darauf innerhalb der Motuma-Formation folgende Yenidere-Schicht ist weitgehend gelblich-braun und grau gefärbt, schlecht sortiert, oft dünn, aber auch dick bis sehr dick gebettet. Es sind Konglomerate, laminierter, kreuz- oder parallel gelagerter, halbeckiger, kiesiger, schlecht sortierter, blockartiger Tonstein, toniger Kalkstein mit dazwischen gelagertem Schluffstein, Tonstein und grobem Sandstein sowie sehr locker verankerten schluffigen Sandsteinschichten.
Die Kale-Formation überlagert diskordant die Mortuma-Yenidere-Formationen. Ihre Schichten weisen darauf hin, dass sie zusammen mit alluvialen Fächern in einer flachen Kalksteinplattform (Schorre, Abrasionsplattform) abgelagert wurde. Sie hat im Allgemeinen eine gelblich-weiße Farbe, beginnt mit Konglomerat und Sandstein im Wechsel und enthält von Ort zu Ort Tonstein-Einlagerungen. Danach geht sie in Kalksteine über mit blockigen Sandsteinen, Kieseln und Makrofossilien an deren Basis. Nach dünnen, tonigen Kalksteinen, bioklastischen fossilienreichen Kalken der Künar-Formation (zumeist Packsteine und lokal Kornsteine) folgen dicke bis sehr dicke, parallel geschichtete Riffkalke (sogenannte Fleckenriffe). Diese Kalkschichten liegen dort leicht geneigt weitgehend horizontal und zeigen bei 50° NW/10°NO deutliche tektonische Störungen. Ihre Dicke variiert zwischen 7 und 20 m. Sie bilden Steilwände an den Siedlungsrändern, wo Massenbewegungen, wie Steinschlag, Erdrutsche etc., hin und wieder auftraten und noch auftreten. In Studien wurden in diesen Schichten Fossilien, wie Miogypsina sp., Miolepidocyclina sp., Amphistegina sp. und Borelis sp., Turritella, Ostrea (Auster, z. B. Hyotissa hyotis), Rotalgen und Korallen (Porites, Tarbellastraea) sowie benthische Foraminiferen gefunden, die in einem flachen und tropischen Meer lebten und auf einen Wechsel zwischen Festland- und Meeresablagerungen hinweisen. Sie sind beim Rundgang durch das Gelände mit bloßem Auge zu erkennen. Anhand von Dünnschliffen des Kalksteins ließ sich zudem eine große Menge an Mikrofossilien nachweisen.
Diese Kalksteine aus dem unteren Miozän treten auch um den Kepez Tepesi (auch Bayrak Tepesi) im Nordwesten der Stadt zutage. Sie eignen sich sehr gut zum Schneiden, Aushöhlen, Ausschachten, Bearbeiten und Formen als Bausteine und wurden in Tabae für verschiedenste Zwecke verwendet, u. a. auch in unterirdischen Strukturen. In diesem Zusammenhang ist das lokale städtische Wassersystem in Tabae bzw. Kale-i Tavas in seiner Vernetzung und aufgrund der Art und Weise, wie es eingesetzt wurde, einzigartig. In den Mergel- und Kalksteinformationen von Tabae wurden die Felsen je nach Feuchtigkeitsgehalt und Bearbeitbarkeit leicht ausgeräumt und große unterirdische Wasserspeicher und „Wasserleitungssysteme“ geschaffen, indem man natürlichen Rissen und Klüften im Gestein und auch Verwerfungen folgte oder bestehende Hohlräume (Karsthöhlen) erweiterte, um große Mengen Niederschlagswassers für eine sofortige, schnelle und bedarfsdeckende Versorgung von Wohnungen und Werkstätten aufzunehmen und bereitzustellen, wo es jederzeit, vor allem auch in regenarmen Jahreszeiten, verfügbar war. So gibt es unter dem Stadtgebiet zahlreiche wasserspeichernde Strukturen. Nur ein Teil solcher unterirdischen Hohlräume konnte bisher lokalisiert werden. Nachgewiesen sind allein 366 Belüftungs- oder Beleuchtungsschächte, zudem künstliche Zisternen, ausgeschachtete Brunnen, unterirdische Galerien, Stauräume usw. Gegenwärtig sind die meisten dieser Wassersysteme mit eingespültem Schutt verfüllt und warten auf die Freilegung. In Zeiten ihrer Nutzung waren ihre Öffnungen mit einer beträchtlichen Menge Schutt kaschiert worden, um ihren Standort zu verbergen und vor menschlichen Eingriffen zu schützen und auch um das Austreten von Wasser zu verhindern.
Aufgrund der lokalen Geotektonik und der natürlichen Strukturen des lokalen Kalksteins gab und gibt es vor allem entlang der hangparallelen Risse und Klüfte erhebliche tektonische Probleme, die in den 1960er Jahren letztendlich zur Aufgabe der alten Burgstadt Kale-i Tavas führten: Der Platz liegt auf der Erdbebenzonenkarte der Türkei innerhalb der seismischen Zone ersten Grades. Die dortige Seismik wird beeinflusst durch die Menderes-Graben-Verwerfungen, die Subduktionszone im östlichen Mittelmeerraum (Hellenischer Bogen) und die Gökova-Bucht-Verwerfungen. Erdbebenereignisse in dieser Hinsicht sind für die jüngere Ortsgeschichte bereits belegt für 1702/1703 (s. u. „Zur Geschichte“), 1899 im Mäandertal (Nazilli, Aydin, Denizli, Uşak) mit einer Stärke von 6,9 auf der Richter-Skala, 1914 bei Burdur (Stärke 7,0), 1952 Mittelmeer-Erdbeben (Stärke 6,8) und 1954 Fethiye-Erdbeben (Stärke 7,1). Das letzte stärkere Erdbeben in der Region ereignete sich in unmittelbarer Nachbarschaft von Kale-i Tavas am 20. März 2019 bei Acıpayam. Laut AFAD (Afet ve Acil Durum, Katastrophenschutzbehörde der Türkei) kam es nach diesem Erdbeben mit der Stärke 5,5 zu weiteren 180 Erschütterungen, hauptsächlich in den Epizentren Acıpayam, Serinhisar, Çal, Tavas, Bozkurt und Honaz. Man nimmt an, dass Erdbeben in der Region, speziell das Erdbeben in Fethiye von 1954, schwere Erdrutsche ausgelöst haben, wonach Kale-i Tavas gegen Ende der 1950er Jahre nach und nach evakuiert wurde, wobei mit großer Wahrscheinlichkeit die von Menschen im zerklüfteten Fels ausgehöhlten Wohn- und Speicherstrukturen, speziell unterirdische Wasserleitungen und -depots, katastrophale Massenbewegungen auslösten, die die Bewohner zur Ortsverlegung zwangen.

## Zur Geschichte
Das Plateau von Kale-i Tavas, dem historischen Tabae, ist seit prähistorischen Zeiten ein Siedlungsgebiet. Es gibt jedoch keine genauen Informationen über die Gründung der Stadt. Auf den Hügeln rund um die Tavas-Ebene wurden Stücke historischer Keramik aus verschiedenen Epochen identifiziert, und es wird davon ausgegangen, dass mehrere Siedlungsschichten, wie in anderen Hüyüks in Anatolien, dort übereinander liegen. Grabungen in diesem Zusammenhang sind bislang nicht erfolgt. Die Siedlungsgeschichte in der Region von Kale-i Tavas reicht nachweislich bis ins Chalkolithikum zurück. Die älteste Siedlung in der Region ist nach bisherigen Erkenntnissen der Hüyük (Tumulus) von Medet acht Kilometer nördlich der antiken Stadt Tabae, wo Scherben von schwarz gefüllter, rot bemalter und brünierter Keramik aus der Kupferzeit und der frühen Bronzezeit gefunden wurden. Die frühesten datierten Keramiken, die während der Ausgrabungen in der Stadt Kale-i Tavas, insbesondere in der Zitadelle, gefunden wurden, sind Keramiken aus der späten Bronzezeit parallel zu Beycesultan und datiert auf 2000–1200 v. Chr. Erwähnenswert ist zudem, dass korinthische Keramik, die vom griechischen Festland importiert wurde, zusammen mit der früh bemalten griechischen Keramik aus der spätgeometrischen und archaischen Zeit, hier in großem Umfang gefunden wurde, deren Datierung auf das 7. und 6. Jahrhundert v. Chr. verweist.
Die Stadt soll während der Regierungszeit von Alexander dem Großen gegründet worden sein. Informationen über die Region aus der Zeit vor Alexander dem Großen sind sehr begrenzt. Nach den Berichten des antiken Schriftstellers Livius und des Istanbuler Autors von „Ethnika“ (Ἐθνικά), Stéphanos Byzántios (Stephanos von Byzanz), der im 2. Viertel des 6. Jahrhunderts an der Universität von Konstantinopel wirkte, gründete nach antikem Mythos ein Held namens „Tabenos“ die Stadt, und in ähnlicher Weise gründeten dessen Bruder Kibyras den Ort Kibyra (Gölhisar) und sein anderer Bruder Kidramos die Siedlung Kidrama (Yorga). Dieser antike Schriftsteller erwähnt Tabai als eine Stadt in Karien, die man über die von Mobolla (Muğla) kommende „Karische Straße“ erreichte, über die die Stadt auch mit ihren Nachbarn Apollonia Salbake (Medet), Herakleia Salbake (Vakıf), Kidramos, Sebastopolis und Aphrodisias verbunden war. Auch Reinhard Stewig erwähnt Tabae als hellenistische Gründung. Die Stadt stand zu Beginn des 3. Jahrhunderts v. Chr. unter der Herrschaft der Seleukiden und hatte damals die Verfassung einer Polis.

### Tabae zur römischen Zeit
Aufschlüsse über die handwerkliche Stellung der Stadt während der hellenistisch-römischen Zeit lieferte eine reiche Gruppe römischer Keramik aus der alten Tabae-Siedlung. Zu dieser in Form und Vielfalt hochqualifizierten Keramikgruppe gehören vor allem Korbhenkelkrüge, Ein- und Doppelhenkelkrüge, Amphoren und Vorratsgefäße. Bis auf wenige Ausnahmen wurde der Großteil der Keramiken der späthellenistisch-frührömischen Zeit zugeordnet. Sie waren offenbar in örtlichen Werkstätten hergestellt worden, was beweist, dass Tabae in der Römerzeit eine entwickelte Stadt war. Eine erste historische Aufzeichnung über Tabae stammt aus dem Galatien-Feldzug im Jahr 189 v. Chr. während der Expedition von Gnaeus Manlius Vulso, dem römischen Rat von Asien, die von Ephesos (Selçuk) aus startete und dem Fluss Maiandros (Büyük Menderes) aufwärts folgte. Dabei geht es um die Niederlage der Stadt durch die römischen Armeen. Darüber berichtete Livius, der die Lage der Stadt in der Region Pisidien vermerkt: „Von Antiochia marschierten sie zu einem Ort namens Gordiutichi, und ein weiterer Marsch von drei Tagen brachte sie nach Tabae. Dieser Ort liegt innerhalb der Grenzen von Pisidien, in dem Teil, der auf das Pamphylische Meer [östliches Mittelmeer] blickt. Da dieses Land vom Krieg nicht verwüstet war, war seine Bevölkerung in kriegerischer Stimmung. Bei dieser Gelegenheit machten sie einen heftigen Angriff auf die römische Kolonne und verursachten zunächst einige Verwirrung, aber als sich herausstellte, dass sie an Zahl und Mut übertroffen und in ihre Stadt zurückgetrieben wurden, flehten sie um Gnade und boten an, die Stadt zu übergeben. Ihnen wurde eine Geldstrafe von 25 Talenten Silber und 10.000 Medimni Weizen auferlegt. Unter diesen Bedingungen durften sie sich ergeben.“ (zitiert und übersetzt nach Titus Livius)
Nach 167 v. Chr. war Tabae ein „Freund und Verbündeter“ Roms. 81 v. Chr. wurde die Autonomie von Tabae von Rom bestätigt. Es gibt mit Sicherheit keine früheren Münzen der Stadt als solche, die der zweiten Hälfte des 1. Jahrhunderts v. Chr. zugeschrieben werden können: Drachmen und Hemidrachmen (Halbdrachmen) von reduziertem attischen oder rhodischen Gewicht sowie Bronzemünzen. Die Stadt Tabae war die einzige Stadt in der Tavas Ovası, die Silbermünzen prägen konnte. Silber- und Bronzemünzen existieren vom hellenistischen Zeitalter bis zur Zeit des Gallienus (253–268 n. Chr.). Münzen der Stadt, insbesondere letztere, sind reichlich vorhanden. Funde aus dem 2. Jahrhundert v. Chr. bis in die osmanische Zeit, Bronze-, Nickel-, Kupfer-, Silbermünzen, Metallskulptur-Fragmente und -Gegenstände, wurden in den laufenden Ausgrabungen gefunden. Die Existenz eines Gießereibetriebes in der antiken Stadt konnte über Schlackenrückstände nachgewiesen werden. Auf der Vorderseite der Münzen befinden sich Porträts von Zeus, Demos, Boule und Herakles. Auf der Rückseite der Steinbock, stehende Nemesis, Nike, Tyche, Panther, Hirsche, Dioskuren-Hüte (der hohe Hut/Pileus von Castor und Pollux), die Jägerin Artemis, Artemis und Menschen, die sich gegenüberstehen, Demeter, Dionysos, Poseidon (der lokale Gott von Tabai) sowie der ziegenfüßige und tanzende Pan.
Tabais erster Auftritt in der „archäologischen Literatur“ war die in Stein gemeißelte Inschrift des Senatsconsults von Tabae aus der ersten Hälfte des Jahres 81 v. Chr., die in Kale-i Tavas (damals Davaz) von Deschamps und Dublet gefunden wurde. „Der Stein befand sich in der Wand eines Hauses in dem Dorfe Dawas, dem alten Τάβαι, nahe der phrygischen Grenze in Karien. Der Ort liegt östlich von Lagina, dessen Trümmern wir bekanntlich eins der umfangreichsten und, wie sich zeigen wird, dem neu gefundenen sehr nahe verwandtes Senatsconsult verdanken.“ Strabo (64/63 v. Chr. - 23 n. Chr.) erwähnt die Tabae-Ebene (Ταβηνὸν πεδίον/Tabenon pedion oder Tabenorum campus) mit einigen größeren Städten: Tabae und Apollonia Salbace im Süden, Heracleia Salbace im Norden und auch Sebastopolis als Cidramus im Südosten. Damals befand sich Tabae im Süden der Tavas-Ebene an der Grenze zu Karien, und die Bevölkerung der Stadt bestand aus einer Mischung von pisidischen, hellenischen und phrygischen Völkern. Strabo beschreibt die Menschen dieser Region als „mutig im Krieg“. Nach der Herrschaft des Augustus (27 v. Chr. – 14 n. Chr.) lebte die Stadt lange Zeit in Frieden. Die römische Armee zog nur zweimal durch die Stadt, einmal während der Herrschaft Trajans (98–117 n. Chr.) und einmal während der Herrschaft Caracallas (211–217 n. Chr.).

### Tabae zur byzantinischen Zeit
Die Grenze zwischen Karien und Phrygien verlief in römischer Zeit entlang des Kamms des Salbacus-Gebirges (Akdağı/Babadağı) unweit nördlich des rezenten Städtchens Kale bei Denizli. Dieser Teil von Karien wurde als „nordöstliches Karien“ bezeichnet. Die Stadt Tabae (Tabai), die einen der nordöstlichen Grenzorte der antiken Region Caria bildete und während der hellenistischen und römischen Zeit Münzen in ihrem eigenen Namen prägte, gehörte auch während der byzantinischen Zeit zu Karien. Neben der Liste der Hierokles wurde die Stadt auch in andere Diözesenlisten aufgenommen. Die ursprüngliche Diözese Tabae mit Burg und ihrer Umgebung war hinsichtlich der Kirchenverwaltung in frühbyzantinischer Zeit von Stauropolis (Aphrodisias) abhängig. Diese Situation dauerte bis ins 13. Jahrhundert. Während der früh- und mittelbyzantinischen Zeit sind drei Bischöfe von Tabae bekannt: Rufinus, der sich 431 n. Chr. am Konzil von Ephesos beteiligte, Severus, der 553 n. Chr. am Konzil zu Konstantinopel teilnahm, und Basilius, der im Zusammenhang mit dem Konzil zu Nicæa (787 n. Chr.) genannt wurde. Die Notitiae Episcopatuum erwähnen Tabae zudem unter den Suffraganen von Stauropolis bis zum 13. Jahrhundert n. Chr. In Karien, das seit dem 4. Jahrhundert 325 und 381 Bischöfe zu den Konzilen von Nicäa bzw. von Konstantinopel entsandte, hatten die dortigen Kaiser seit dem Ende des 5. Jahrhunderts zwar ein besonderes Interesse an der Küste Kariens gezeigt, so dass neben der Gründung neuer Städte in bestehenden Städten Gebäude und Straßen repariert und erneuert wurden, aber aufgrund der Grenzlage von Tabae geht man davon aus, dass der Ort von diesem Interesse zunächst nicht profitierte. Im 7. Jahrhundert war Tabae dann Zentrum eines Bistums. Auch bei Hubert Jedin wird Kale-i Tavas als Bistum Tabae erwähnt. Nachdem die Stadt in byzantinischer Zeit in die Bistumslisten aufgenommen worden war, verlor sie zu Beginn des 12. Jahrhunderts ihre frühere Bedeutung.

### Tabae wird islamisch
Als die Türken nach und nach in die Region einsickerten, war die Bevölkerungsdichte dort offenbar sehr gering. Es gab nur sechs byzantinische Siedlungen, eine davon war Tabae. Ab 1206 wurde die Region Denizli einschließlich der Umgebung des Bezirks Kale (Yarengüme/Tavas, Kızılcabörklü/Kızılcabölük, Vakıf und Karahisar) von den Seldschuken kontrolliert, geriet damit weitgehend unter türkische Herrschaft. Tabae nahm bald den Namen Kale-i Tavas (Burg Tavas) an und wurde eine der wichtigsten Städte des Beyliks Menteşe. Kale-i Tavas allerdings wurde damals nicht sofort erobert, sondern erst 1260. Viele Christen verließen damals nach den Kämpfen die Siedlung. Infolgedessen gab es dort kein Rum-Viertel (byzantinisch-christliches Viertel) aus dieser Zeit. Die Historiker gehen davon aus, dass damals die Einnahme der Tavas-Ebene nach der Eroberung der Karaağaç-Ebene unter lokalen Beys, wie Osman Bey, Abdi Bey Sultan und Bedir Bey Han, einsetzte. Die Belagerung von Kale-i Tavas erfolgte zwischen 1200 und 1250 durch Mirza Bey, seldschukischer Feldherr und einer der Menteşeoğulları, der den Ort allerdings erst nach langer Belagerung in Besitz nehmen konnte. Kale-i Tavas wurde zu einer der wichtigsten Städte des Beyliks Menteşe und bewahrte seine, wenn auch wechselnde, Bedeutung zunächst als Beyliksitz und dann während der gesamten osmanischen Zeit.
Tabae war einer jener Burgorte, in denen die byzantinische Bevölkerung noch weiter lebte, als die Türken bereits begonnen hatten, sich in der Region niederzulassen. Denizli und seine Umgebung, einschließlich Tabae, hatten zunächst einen schleichenden Islamisierungsprozess zwischen dem 7. und 10. Jahrhundert erlebt. Mit dem Sieg von Manzikert (Malazgirt, 1071) in der zweiten Hälfte des 11. Jahrhunderts war diese Region, in der sich immer mehr Turkmenen angesiedelt hatten, Mitte des 13. Jahrhunderts dann unter die Herrschaft der Seldschuken gekommen. Allerdings wechselte die Region aufgrund von Unstimmigkeiten zwischen seldschukisch-mongolischen sowie türkischen Grenzherren im Zeitraum zwischen dem Ende des 11. Jahrhunderts und dem 15. Jahrhundert mehrfach ihren Besitz zwischen den seldschukischen Aggressoren und den byzantinischen Verteidigern. Letztendlich kam Tabae 1365, das sich zunächst dem lokalen Beylik Tavas (seit 1330) angeschlossen und den Namen Kale-i Tavas angenommen hatte, unter die Herrschaft des Beyliks Menteşe. Zu Beginn des Beyliks Tavas war dessen Zentrum zunächst das heutige Dorf Khorasan (Horasanlı Köyü, ehemals Örenarası = wüster Platz) 20 km östlich und später das Dorf Hırka 7 km nördlich von Kale-i Tavas. In der Zeit der anatolischen Beyliks wurde das Beylik Tavas (Tuvaza) eine Zeit lang von Kale-i Tavas (Tuvaza) aus regiert. Şücaeddin İlyas Beğ war der Herrscher dieses Emirats. Innerhalb der Grenzen des Beyliks Tavas gab es damals vier Festungen und sechshundert Dörfer. Ibn Batuta, der das Ramadan-Fest 1333 in Denizli verbrachte, nahm nach seinem Besuch auf dem Friedhof am öffentlichen Bankett im Palast des Herrn von Denizli teil. Hier wurden Tische für alle, Reiche und Arme, gedeckt. Für Ahis (Bruderschaft), Faqihs und Sheikhs wurden separate Tische bereitgestellt. Ibn Batuta zog später mit einer Karawane nach Tavas, der starken Burg der damaligen Zeit, und blieb dort für eine Weile. um sich danach auf den Weg nach Milas (bzw. Becin) zu machen. Er erwähnt Kale-i Tavas als starke Festung Thaouâs, Burg des Elias Bey (İlyas Bey) und Vorstadt mit folgender Beschreibung: „Es gab keine Verkehrssicherheit; also mussten wir eine Weile in der Stadt [Denizli] bleiben. Schließlich wurde eine Karawane vorbereitet. Wir schlossen uns ihr an und kamen nach einer Reise von einem Tag und einer halben Nacht in der Burg Tavas an. Dies ist wirklich eine Festung. Gerüchten zufolge stammte Suhayb Ṣuhaib ibn Sinān ar-Rūmī, einer der Gefährten des Propheten, von den Leuten aus dieser Burg. Wir verbrachten die Nacht außerhalb der Burg; am nächsten Morgen kamen wir vor dem Tor an. Die Leute fragten, warum wir von der Vorstadt hierher gekommen seien; wir haben erbeten, was wir benötigten. In der Zwischenzeit hatte der Kommandant der Burg, İlyas Bek, die Burg mit seinen Soldaten verlassen, um zu verhindern, dass die Herden von 20 Rindern von Dieben gestohlen wurden, und begann, die Umgebung zu überprüfen. Als diese Arbeit erledigt war, wurden die Tiere nach draußen gebracht. Dort gilt es, immer so zu handeln. Wir gingen zum Gästehaus eines armen Mannes hinunter, der am Rand der Burg lebte. Der Burgkommandant erfüllte unsere Bedürfnisse und schickte Essen.“ (zitiert und übersetzt nach Ibn Battuta; siehe auch) Nach den Aufzeichnungen eines anderen Reisenden desselben Jahrhunderts, El Omeri (Ibn Fazlullah al-Omeri, mamlukenzeitlicher Staatsmann, Geschichts- und Geographiewissenschaftler, Literat), war Kale-i Tavas zu Beginn des 14. Jahrhunderts ein Verwaltungszentrum, das über 600 Dörfer regierte und eine Armee von 14.000 Soldaten hatte, von denen 4.000 Kavalleristen und 10.000 Infanteristen waren.
Die Lage des Beyliks Tavas war strategisch günstig. Es stellte eine Pufferzone zwischen den Beyliks der Germiyanoğulları (Kütahya), Menteşeoğulları (Milas/Becin), Aydınoğulları (Aydın) und Hamidoğulları (Uluborlu, Eğirdir) dar. Während die Germiyanoğulları im 14. Jahrhundert das nördlich gelegene Denizli eroberten, geriet Kale-i Tavas in den 1390er Jahren unter die Herrschaft des Osmanischen Reiches. Nach der Niederlage des Osmanensultans Bayezid I. gegen Timur Lenk in der Schlacht bei Ankara 1402 wurde die Region vom Beylik der Menteşeoğulları (Becin) zurückerobert. Dann, 1424, in der Zeit von Murat II., kam die Siedlung endgültig unter die Herrschaft des Osmanischen Reiches. Im 16. Jahrhundert hatte Kale-i Tavas nur ein Viertel mit 174 Häusern und 1000 Einwohnern. Es gab zwei verschiedene Moscheen. Eine davon war die Cevher-Paşa-Moschee (s. u.). Es gab nur ein türkisches Bad in der Siedlung: das Cevher Paşa Hamamı (s. u.). Nach Baykara wurde es zusammen mit der Gründung der Moschee von Cevher Paşa im 15. Jahrhundert erbaut. Im 16. Jahrhundert ließen sich in der Burg Nomadengruppen nieder. Laut einem Reisebereicht von Evliya Çelebi befand sich die von den „Griechen“ (Hellenen) im Süden der Tavas-Ebene erbaute Burg, eine quadratisch angelegte Burg mit einem tiefen Graben, auf einem hohen und steilen Felsen mit 3000 Stufen ringsum und einem Eisentor an der Ostseite, vor dem sich ein Gayya-Brunnen (Höllenbrunnen) befand. Es wird davon ausgegangen, dass die äußere Burg in diesem Jahrhundert (17. Jh.) teilweise zerstört wurde, die innere Burg aber immer noch intakt war. Obwohl ein Burghauptmann (Dizdar) in der inneren Burg lebte, gab es dort keine Soldaten, aber fünfzig Haushalte. Es gab dort keine Gasthäuser, Bäder oder Basare. In der äußeren Festung allerdings, die fünf Viertel hatte, gab es ungefähr 300 Häuser, 5 Moscheen, 10 Basare, 1 Gasthaus, 1 Bad, 3 Grundschulen, 3 öffentliche Brunnen, 2 Derwischlogen und 6 Zawiyas. Die Weinberge und Gärten der Stadtbewohner befanden sich am Fuße des Kesir Dağı westlich der Burg. Früher verbrachten die Menschen sechs Monate im Jahr in diesen hochproduktiven Weinbergen und Gärten (Yayla).
Zwischen 1702 und 1703 ereigneten sich in der Region große Erdbeben und viele Menschen starben. Zu dieser Zeit wurde die Stadt um die Burg partiell unbewohnbar, so dass Bewohner bereits in Richtung des heutigen Zentrums Kale abwanderten. Damals wurde das Verwaltungszentrum nach Hırka verlegt, das nördlich von Kale liegt, und Kale-i Tavas fusionierte mit Yarangüme, dem heutigen Tavas.
In der osmanischen Zeit war die Region der Finanzverwaltung des Sandschaks Menteşe angegliedert. Während Kale-i Tavas ursprünglich als „Has“-Land (Güter des Sultans im Staat mit einem Jahreseinkommen von mehr als 100.000 Akçe) eingestuft war, wurde das Land später in „Tımar“ (auch Dirlik, Pfründen für die Spahis, Ländereien mit einem Jahreseinkommen von 3.000–20.000 Akçe.) geändert. Im Laufe der Zeit wurde der Ort Kale-i Tavas an Mihrişah Sultan (1745 -- 1805), der Mutter von Selim III., vergeben und seine Ländereien unter ihrem Namen in Stiftungen umgewandelt.

### Kale-i Tavas im 19. Jahrhundert
Alexandre Olivier de Corancez hinterließ, als er 1816 von Antalya kommend die Grenze zum „Paschalyk Mughla“ (Muğla) überschritt, seine Eindrücke über Kale-i Tavas, dessen erster Agha damals dort seine Residenz hatte: „Diese große und gut gebaute Stadt bildet den Hauptort eines besonderen Distrikts und die Residenz eines Aga, der in gewisser Hinsicht unter der Abhängigkeit von Kara Osman Oglou, dem Gouverneur der Provinz Aiden, steht; denn letzteres ist so mächtig geworden, dass der Einfluss auf alle Agas der es umgebenden Länder ausgeübt wird. Es wird angenommen, dass Daouas das alte Taboe ist. Der Konak, wo der Gouverneur seinen Wohnsitz hat, ist weitläufig und gut gelegen, auf einer Anhöhe, von der aus er die ganze Stadt beherrscht. Der Aspekt der Ebene, der sich darüber hinaus erstreckt, bietet den großartigsten Anblick. Der Hof ist groß und von Gebäuden umgeben, deren Sockel aus massiven, behauenen Steinen bestehen. Die oberen Stockwerke bestehen aus Lounges, Kiosken und riesigen Galerien, die aus Kiefernbrettern gebaut sind. Dessen Eleganz und Sauberkeit sind ebenfalls bemerkenswert. Ich begann hier orientalischen Luxus zu finden. Der Hof des Konak war mit Pferden vollgestellt, die an Pfosten gebunden waren und bereit waren, auf den ersten Befehl bestiegen zu werden. Riesige Galerien wurden durch das Zusammentreffen von Sklaven und Soldaten belebt. Diese Menge, die die Paläste des Orients erfüllt, verleiht ihnen eine Bewegung und einen Glanz, den man bei uns nicht immer findet.“ Über die dortigen Altertümer machte er keine Beobachtung.
In der Verwaltungsorganisation von 1811 wurden der Sandschak Menteşe und damit auch Kale-i Tavas, an die Provinz Aydın gekoppelt. Zwischen 1867 und 1883 waren Tavas und Denizli dann zwei mit Aydın verbundene Landkreise (Kaza). Während Denizli am 10. März 1883 in ein Mutasarrıflık (Gouverneursamt/Sandschak) im Vilayet İzmir umgewandelt wurde, blieb Kale-i Tavas bei Aydın. Diese Situation hielt bis 1959 an. Kale-i Tavas, das bei der Volkszählung von 1830 364 Haushalte aufwies, hatte eine männliche Bevölkerung von 819 Personen. Nach diesen Daten war Yarengume (das heutige Tavas) mit 1.208 Haushalten und 2.638 männlichen Einwohnern damals die bevölkerungsreichste Siedlung des Menteşe-Sandschaks. Damit hatte die Bevölkerung von Yarengume sogar die von Muğla übertroffen, das als Zentrum des Sandschaks in 1.099 Haushalten eine männliche Bevölkerung von 2.133 Personen hatte. Baptistin Poujoulat beschreibt 1836 Kale-Davas (Kale-i Tavas) als Stadt mit 10000 türkischen Bewohnern und einem Derebey „Davas-Oglou“. Laut der Volkszählung von 1844 besaßen 91 % der 482 Haushalte von Kale-i Tavas Weinberge von 174,75 Morgen.
Carl Ritter hat die von Julius August Schönborn in seinem Reisetagebuch von 1842 vermittelten Eindrücke über die Bergstadt wie folgt beschrieben: „Schönborn verfolgte auf einem Steinwege, dem sumpfige ungangbar scheinende Stellen der Ebene [Tavas Ovası] zur Seite liegen, den Weg über Soulmaz (d. h. nicht frierend) und dann mehr südwestwärts zwischen mehreren eigenthümlichen Bergschurren hin, welche der Umgebung eigenthümlich sind, über eine Brücke zu den weitläufigen Gräberstätten von Davas. Dieser Ort liegt auf dem südlichsten Ende einer sanft aufsteigenden Fläche, die zuletzt in senkrechten Wänden gegen Süd und auf beiden Seiten der Stadt in O. und W. wol bis 200 Fuß hoch ganz steil abfällt. Die Stadt ist von bedeutender Größe, hat sehr enge Straßen und liegt auf dem höchsten Theile der Fläche mit mehreren Dschamien, einem Verkaufsplatz voll Buden vieler Handwerker.“
Auch Peter von Tschihatscheff hinterließ in seinen Reiseaufzeichnungen vom 31. Mai und 1. Juni 1853 seine Erfahrungen aus Davas (Kale-i Tavaz): „starker Anstieg, dann über welliges zerrissenes Plateau. eine Brücke führt über eine tiefe Schlucht zum isolirten Dawas-Dagh; auf beschwerlichem Wege dessen steile, mit Felsblöcken bedeckte SW-Seite hinauf zu dem auf dem nordöstlichen Abhang gelegenen türkischen Orte Dawas von 450 Hütten, voll von antiken Trümmern. Gipfel des Berges. Die Umgebung ist reich an Versteinerungen der miocänen Periode. N. den Berg hinab und NO. durch die mit grossen Sesamfeldern bedeckte Ebene, längs der Reste eines alten Strassenpflasters und mehrerer zum Theil wohl erhaltener antiker Brunnen zu dem r. am Fusse der von SW. nach NO. streichenden Höhen liegenden bedeutenden Dorfe Kherka (Hırka, Chirka auf der Kiepertkarte). Hier fällt durch geschmackvolle Pracht in die Augen das Serai des reichen Dawas-Oghlu, angeblich Besitzers von über 200 Tschiftliks und vielen Häusern in der Stadt Denizlü.“ ……„Yeringöme: Mittagsrast unter dem einzigen Baume (Pirus salici folia) in der ganzen, ohne Düngung sehr fruchtbaren Thalebene . Im Schatten 31 °C., in der Sonne 43°. 1119 NO. zu dem aus 600 Häusern bestehenden Orte Yeringöme? (Yerengüme, heute Tavas)“.
Vital Cuinet vermerkte Ende des 19. Jahrhunderts in seiner statistischen Beschreibung der asiatischen Türkei Kale-i Tavas nur noch als Flecken „Kale-Davas“ im Kaza (Kreis) Davas (Yerengüme/Tavas), dessen Hauptort als Sitz des Kaimakams (Landrat) inzwischen die kleine Stadt Yaren-Gheume (Yerengüme) 20 km nordöstlich von Kale-Davas mit einer Bevölkerung von 9830 muslimischen Einwohnern (inkl. 400 Griechisch-Orthodoxe) ist. Alfred Philippson, der im Juli 1904 von Yerengüme (Tavas) Richtung Muğla unterwegs war, gab nur eine kurze Charakteristik der Bergsiedlung Kale-Davas: „Kale-Davas ist also eine ausgesprochene Schutzsiedlung, zugleich Wegefestung. Der sehr eng bebaute Ort nimmt das ganze, ein wenig südwärts geneigte Plateau ein (Han am Basar 1000 m); auf dem höchsten Punkt, im Norden, erhebt sich eine kleine Kaserne. Befestigungen sind heute nicht mehr vorhanden. Doch hat wohl die unbequeme Enge der Bergsiedlung dazu geführt, daß in ruhigeren Zeiten das offen gelegene Jerengüme sich zum Hauptort der Landschaft entwickelt hat. Kale-Davas ist nur noch Sitz eines Nahie.“ Es wird zudem davon ausgegangen, dass das Dorf Hırka für eine Weile auch das Regierungszentrum des Tavas-Distrikts war, auch wenn man nicht genau weiß, wie lange. Dies wird in einer Verfügung vom 14. September 1861 deutlich, in der Hırka als „Zentrum des Bezirks Tavas“ im Zusammenhang mit einem Angebot der Provinzverwaltung zur Zahlung von 15.000 Kuruş erwähnt wurde, die für den Kauf und die Reparatur des Herrenhauses von Abdullah Ağazade Mehmed Efendi erforderlich waren, das sich mangels einer Alternative als Verwaltungszentrum eignete.
Kale-i Tavas war bis zum 19. Jahrhundert Kreiszentrum (Kaza Merkezi). Es überließ diese Position jedoch dem 26 km nordöstlich gelegenen Yarengume, das sich im 17. und 18. Jahrhundert entwickelt hatte und 1868 zur Kreisstadt wurde. Der Prozess, dass Kale-i Tavas, das von 1868 bis 1895 verwaltungstechnisch nur noch den Status eines Dorfes hatte, erneut zu einem Verwaltungszentrum aufstieg, wurde mit einem Schreiben vom 11. Juli 1892 vom Gouverneur von Denizli an die Provinzverwaltung in Aydın angeregt und mit dem Erlass vom 10. April 1895 abgeschlossen. 1892 war unter den Leuten und den regionalen Verwaltungen lautstark darüber diskutiert worden, dass Kale-i Tavas mit seiner strategischen Lage, seinem historischen Potenzial, seiner Bevölkerung und seiner wirtschaftlichen Dimension ein städtisches Zentrum sein sollte. In diesem Zusammenhang entschied das Amt des Gouverneurs von Denizli am 11. Juli 1892, dass die Stadt Kale-i Tavas, die dem Distrikt Tavas (Yerengüme) angegliedert war, als Amtsbezirk eingerichtet werden sollte und dass „für den Fall, dass die Stadt Kal'a-i Tavas, die dem Tavas-Distrikt angegliedert ist, als Unterbezirk gebildet wird, abgesehen vom Büro des Direktors, das von den Einheimischen übernommen wird, die Beschäftigung eines Steuerfachangestellten und der Gendarmerie bezahlt werden.“ Die Angelegenheit wurde am 26. März 1893 im Kreisverwaltungsrat erörtert. Dabei wurden statistische Daten über die Bevölkerung und die finanzielle Situation präsentiert. Dementsprechend betrug die Bevölkerung von Kale-i Tavas 14.325 Personen in 2.885 Haushalten. Die Summe aus Stiftungseinkommen, Grund- und Einkommensteuer betrug 195.819 Kuruş. Es wurde vorgeschlagen, 24 Dörfer (später verringerte sich die Anzahl der Dörfer auf 23) mit dem neuen Nahiye-Zentrum zu verbinden. In einem Protokoll wurde gleichzeitig auf die finanzielle Belastung mit der Erhebung von Kale-i Tavas zu einem Verwaltungszentrum hingewiesen. Da die Bevölkerung zur Finanzierung offenbar nicht in der Lage war, wurde als Präzedenzfall ein Ausgleich von der staatlichen Schatzkammer angeboten – und akzeptiert.
Zum Verständnis: Bis zum 19. Jahrhundert waren Amtsbezirke (Bezeichnung: Nahiye bis 1922, danach Bucak bis 2017) nicht als Siedlungseinheit und Verwaltungseinheit organisiert. Dass Amtsbezirke (Nahiye) ihren Platz in der osmanischen Provinzverwaltung einnahmen, ist eine spezifische Entwicklung des 19. Jahrhunderts. Speziell Amtsbezirkszentren entstanden erst aufgrund von Verordnungen von 1864 und 1871. In der Verordnung von 1864 wurde ein Nahiye (Amtsbezirk) durch die Zusammenlegung mehrerer Dörfer gebildet und war bevölkerungs- und flächenmäßig eine Siedlung zwischen Stadt und Dorf. Erst mit der Verordnung von 1871 wurden grundlegende Regelungen zur Gemeindeverwaltung getroffen. Gemäß Artikel 52 dieser Verordnung mussten die zum Amtsbezirk gehörenden Dörfer und Höfe mindestens 500 Einwohner haben. Gemäß Artikel 53 erfolgte dazu ein bürokratischer Diskussionsprozess in den Verwaltungsräten von Kreis (Kaza), Sandschak (Liva / Unterprovinz) und Provinz (Vilayet) und dann im Allgemeinen Provinzrat, wonach deren Entscheidung der Regierung mit einem Mandat mitgeteilt wurde. Erst mit Einwilligung des Sultans wurde dann die Einrichtung des Amtsbezirks offiziell.
Eine statistische Erhebung zur Bevölkerung des Nahiye Kale-i Tavas vom 4. September 1893 ergab folgendes Bild: Das Nahiye umfasste am 4. September 1893 19 Dörfer (inklusive Kale-i Tavas). Die Gesamtbevölkerung betrug 14.172 Personen in 2881 Familien. Davon wohnten in Kale-i Tavas als Amtsbezirkszentrum 3.921 Personen in 793 Familien. Das schwerwiegendste Problem, das bei der administrativen Umstrukturierung auftrat, nachdem Kale Tavas ein Nahiyezentrum geworden war, war die Bereitstellung von Ressourcen, um die finanzielle Belastung der neuen Ordnung zu bewältigen. Die Zentralregierung stand dieser für Staat und Volk vorteilhaften Regelung allerdings positiv gegenüber.

### Die sozio-ökonomische Entwicklung bis etwa 1960
In verschiedenen Quellen wird angegeben, dass in der Ebene von Tabae, die inmitten von fünf Nachbarstädten liegt ([Apollonia Salbake (bei Medet), Herakleia Salbake (Vakıf bei Kızılcabölük), Sebastopolis (Kızılca), Aphrodisias (bei Karacasu), Kidramos (Yorga)]), bereits in der Antike Getreideanbau betrieben wurde. Die Chora (das wirtschaftlich genutzte Umland der altgriechischen Stadtstaaten) von Tabae/Tabai war ziemlich groß mit vielen dörflichen Siedlungen. Das Dorf Hırka z. B. oder das Asar-Hügelland beim Dorf Adamharmanı nordöstlich von Kale-i Tavas, die Tabakhane-Flussregion südlich von Aydın zwischen den Dörfern Yeniköy und Özlüce und das Varalı Çayı-Tal südwestlich von Kale-i Tavas können als Beispiele für solche Siedlungen und Regionen angesehen werden, in denen Landwirtschaft und Viehzucht in der Antike üblich waren. Während der laufenden Ausgrabungen wurden keramische Materialien und Funde aus verschiedenen Epochen der mittleren und späten Bronzezeit (2000–1200 v. Chr.) ergraben, aber auch viele glasierte und unglasierte Keramikmaterialien, die mit verschiedenen Techniken in anderen Epochen hergestellt wurden, von byzantinischer Periode (in Sgraffito-Technik) über die Beylikzeit, die frühe osmanische Zeit (Unterglasurtechnik vom „Milet-, Karavasu- und Çanakkale-Typ“) und aus dem 19. Jahrhundert, was auf rege Handelsbeziehungen hinweist. Keramische Öllampen aus der Römerzeit wurden sowohl lokal hergestellt, als auch importiert, letztere z. B. hauptsächlich aus Laodikeia, einem der städtischen Produktionszentren Westanatoliens im Lykos-Tal (heute Çürüksu Çayı, ein Nebenfluss des Mäander), das intensive Handelsbeziehungen unterhielt und sich als weiteres wichtiges Siedlungszentrum in der Region auszeichnete.

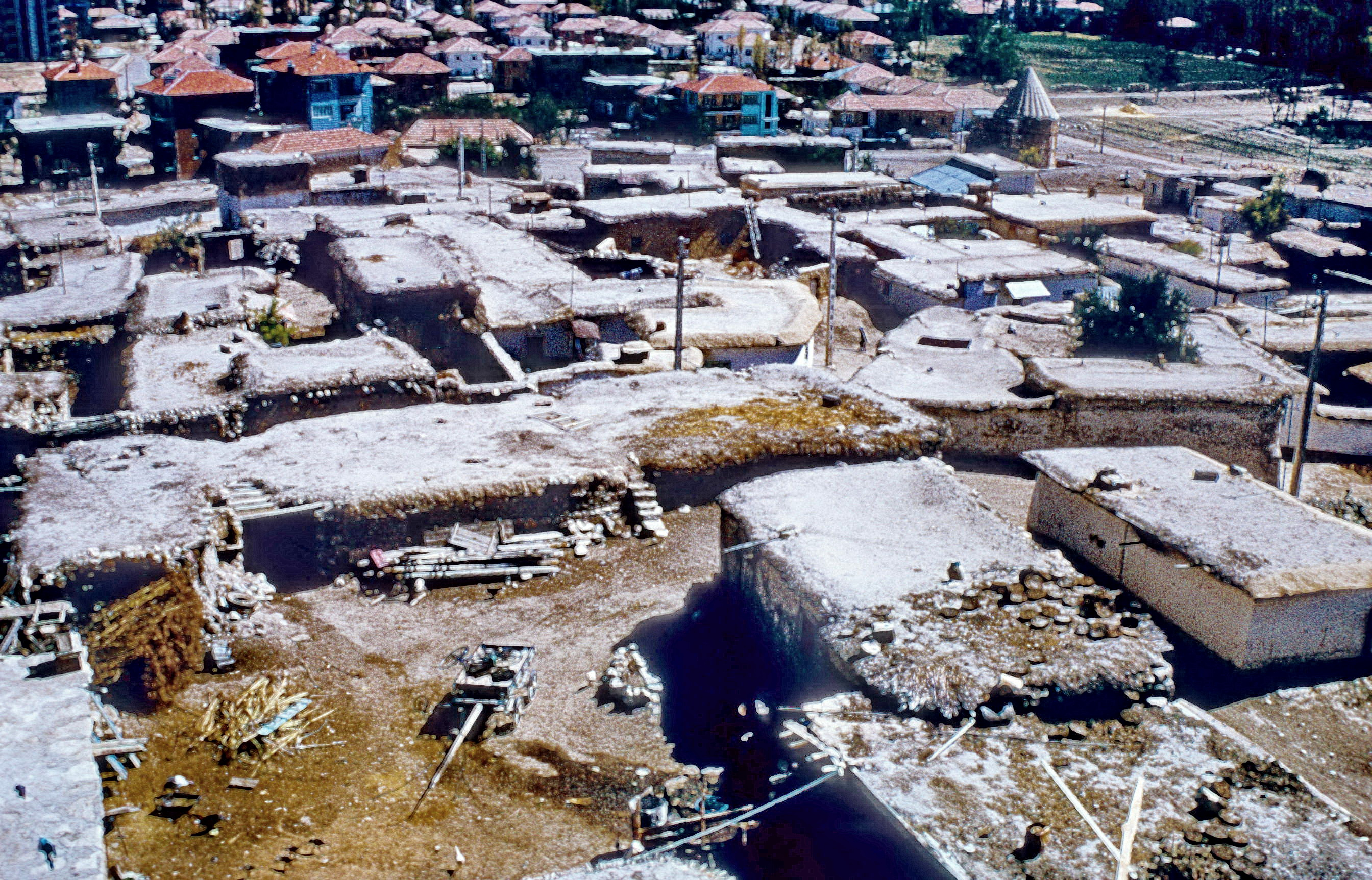
In manchen Altstädten Inneranatoliens waren, wie hier das Beispiel Karaman von 1975 zeigt, die Häuser bis weit ins 20. Jahrhundert einstöckige Lehmbauten aus Adobe mit Flachdächern errichtet und standen aufgrund der begrenzten Wohnfläche sehr eng zueinander. Das galt auch für die meisten Gebäude in Kale-i Tavas.

Informationen aus Archivrecherchen und alten Luftbildern zeigen, dass in Kale-i Tavas Gebäude mit zwei Stockwerken und hohen Decken besonders im Zusammenhang mit großen Parzellen vorkamen, dass aber die meisten Gebäude, wie in vielen Altstädten Anatoliens bis weit ins 20. Jahrhundert, einstöckig waren und aufgrund der begrenzten Wohnfläche sehr eng zueinander standen, so dass sich die wachsende Bevölkerung der Region in den umliegenden Ebenen ausbreitete. Der Verwaltungsbezirk von Kale-i Tavas, genannt Tavas Kazası, bestand im 16. Jahrhundert aus 36 Dörfern und das Zentrum des Kaza war Nefs-i Tavas (Kale-i Tavas). Die Bauern in diesen Dörfern betrieben überwiegend Viehhaltung und Ackerbau. Andererseits beschäftigten sich die Bewohner von Kale-i Tavas selbst neben der Viehzucht auch mit Weberei. Die Karawanenroute brachte Handel mit Lebensmitteln wie Gemüse, Obst und Getreide, und Webstoffe wurden an Gewerbetreibende verkauft. Die Häuser waren gleichzeitig Produktionseinheiten für Wollstoffe. In manchen der in den Kalkstein gehauenen Wohnbereiche wurden nebeneinander liegende Kesselstrukturen sowie eine große Anzahl von Handspindeln und Gewichten aus Keramik und Stein entdeckt, die als Handwerkzeuge zum Beschweren beim Weben und Spinnen verwendet wurden, was auf Stoff- und Webaktivitäten bereits in der Antike in der Stadt hinweist. In dem aufgelassenen Stadtgebiet wurden fast 100 intakte Handspindeln geborgen, die meisten unglasiert und in verschiedenen Größen, was eine Vorstellung von den laufenden Webaktivitäten in Kale-i Tavas vermittelt, das bis Ende der 1950er Jahre bewohnt war. Inwieweit die Kesselstrukturen mit Farbstoff- und Stoffherstellung in der Weberei in Verbindung gebracht werden können, konnte bislang allerdings nicht geklärt werden.

Als sich im 19. Jahrhundert die Kriterien für die Auswahl von Siedlungsstandorten aus wirtschaftlichen und strategischen Gründen änderten und sich die Sicherheit von Ortslagen zugunsten besserer Zugänglichkeit wandelte, nahm die Bedeutung der Burgsiedlung Kale (Kale-Tavas) ab und das Zentrum des Kaza verlagerte sich 1868 von dort nach Yarengüme im Norden der Tavas-Ebene. Die Zeit Kale-i Tavas' als alte befestigte Ackerbürger-, Handwerker- und Händlerstadt fand damals nach und nach ein Ende. Die Bevölkerungsbewegung von Kale-i Tavas nach Yarengüme beschleunigte sich Ende des 19. Jahrhunderts. Obwohl auf dem Hintergrund wachsender Bevölkerung und Siedlungszunahme die verfügbaren landwirtschaftlichen Flächen in den umliegenden Ebenen knapper geworden waren, wurde die Bergsiedlung Kale-i Tavas aber weiterhin bis in die 1950er Jahre als Siedlung genutzt, ehe der Ort aufgrund massiver Erdrutsche verlassen wurde. 

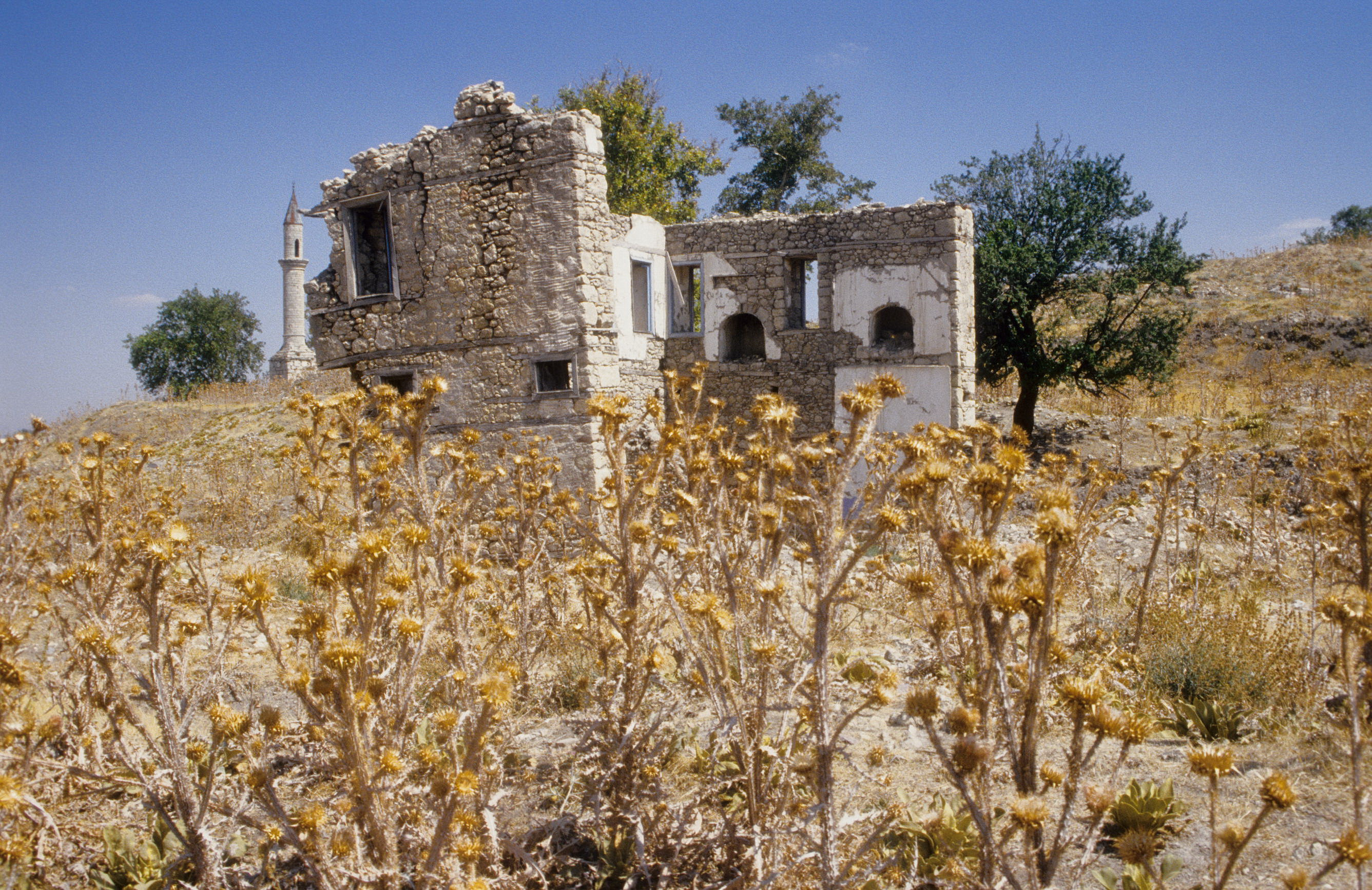
Blick auf die Ruine eines zweistöckigen Stadthauses in der Stadtwüstung Kale-i Tavas im September 1994.

Aus Luftbildern aus den Jahren 1946, 1949, 1953, 1954 und 1960 geht hervor, dass alle Gebäude in der Siedlung Kale-i Tavas vor der Evakuierung stabile Bauten waren. Die Grundstücke der Häuser bestanden trotz der engen Bebauung häufig aus einer Freifläche und einem bebauten Teil. Grünflächen, Bauruinen, Brachflächen und Straßen bildeten zudem Leerstellen, während Wohnbauten, öffentliche und Dienstleistungsgebäude den engeren Bereich der Siedlung bildeten. Die Mehrheit der Häuser hatte nur ein Stockwerk mit einem oder zwei Räumen und Dächer mit Erdabdeckung, nicht selten als vorkragende Terrassendächer. Während die Mehrheit der Bevölkerung in dieser Art Häusern lebte, hatten einige wohlhabende Familien zweistöckige Häuser mit hohen Stockwerken auf großen Grundstücken. Derartige monumentale Gebäude waren ganz aus Steinmauerwerk errichtet. Ein Fundamentsockel aus Stein trug die Holzkonstruktion (Fachwerk mit Steinfüllung) des Obergeschosses eines Hauses sowie das Holzdach und repräsentierte die typische Bautechnik des Osmanischen Hauses, in dem sich aber oft nur eine steinerne Mauer bis zum Dach fortsetzte. Diese Häuser besaßen Ziegel-Walmdächer. Sie hatten kleine Innenhöfe und im Allgemeinen einen Lagerraum. Es gab in solchen größeren Wohneinheiten eine halboffene (ayazlık) oder geschlossene Terrasse (alan), letztere mit Sitzplatz vor einem Kamin.
Die alte Stadt Kale-Tavas, das antike Tabae, ist derzeit eine archäologische Stätte. 1985 wurde der Ort mit der Grundsatzentscheidung 880 des Obersten Rates für die Erhaltung von Kultur- und Naturgütern (Kültür ve Tabiat Varlıklarını Koruma Yüksek Kurulu) zur archäologischen Stätte 2. Grades erklärt. Diese Entscheidung wurde durch die Grundsatzentscheidung 3085 revidiert und die Siedlung im August 2010 vom Aydın Regionalrat für die Erhaltung des Kulturerbes (Aydın Kültür Varlıklarını Koruma Bölge Kurulu) als archäologische Stätte 1. und 3. Grades proklamiert. Wissenschaftliche Ausgrabungen hatten bereits im Jahr 2007 begonnen.

## Die Umsiedlung

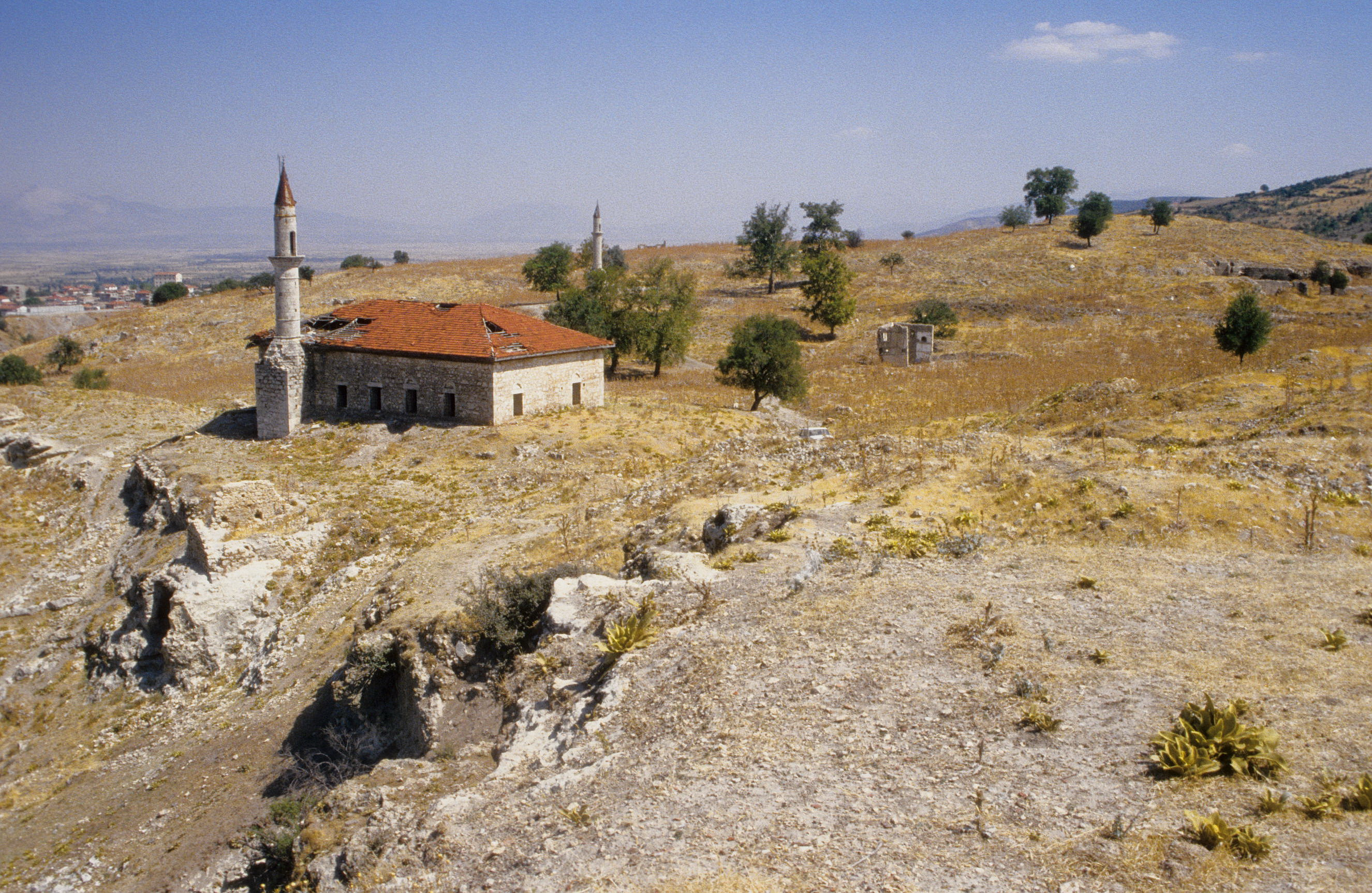
Blick nach Norden über das aufgelassene Stadtgelände von Kale-i Tavas im September 1994. Im Vordergrund links die damals noch nicht restaurierte Cevherpaşa-Mosche am Westrand des Siedlungsplateaus. Links oberhalb erkennt man Häuser der Neustadt Kale und im Hintergrund die Silhouette der Salbakos Dağları.

Ende der 1960er Jahre wurde Kale-i Tavas aufgrund eines massiven Erdrutsches aufgegeben, und seine Bewohner wurden in eine neu gegründete Stadt 1,5 km von ihrem Ausgangsort entfernt umgesiedelt. Dabei wurde fast die gesamte Stadt von den eigenen Bewohnern verwüstet. Fast alle Baumaterialien alter Gebäude wurden in die neue Zielstadt Kale verlegt, die nördlich von Kale-i Tavas angelegt wurde. Man brauchte das Material der alten Wohn- und Wirtschaftsgebäude, um in ihrer neuen Stadt Kale Häuser zu bauen. 2016 lebten nur noch einige wenige Menschen aus dem alten Kale-i Tavas mit ihren historischen Erinnerungen. Mit ihnen wurde eine mündliche Geschichtsbefragung durchgeführt, um historische Hintergründe der Vergangenheit von Kale-i Tavas zu klären. Aufgrund von Befragungen unter den Einheimischen wurde offenbar, dass beim Umzug vom alten Kale in das neue Kreiszentrum die von ihnen bewohnten Häuser bis auf die Grundmauern zurückgebaut worden waren. Während der Umsiedlung haben vor allem jene Einwohner, die die von der Verwaltung gebauten neuen Häuser nicht finanzieren konnten, die Baumaterialien am alten Ort abgerissen, das Material abtransportiert und damit neue Häuser auf den von der Verwaltung festgelegten Parzellen am Zielort gebaut. Dabei wurden von Kale-i Tavas fast alle Baumaterialien an den neuen Standort namens „1003-1005-1008 Evler“ verlagert, der nur wenige Kilometer von Kale-i Tavas entfernt liegt. Wiederverwendete Materialien sind in der neuen Siedlung noch zu beobachten. Besonders Steine und Holzmaterialien aus den Trümmern wurden in den neuen Häusern für den Umbau und die Scheunenausstattung verwendet und wurden auch in die umliegenden Dörfer gebracht. Trotz der Information, dass das hier gewonnene Material beim Bau neuer Moscheen verwendet werden sollte, wurden Moscheen in den 1980er Jahren aufgrund der steigenden Bevölkerungszahl neu gebaut und der alte Schutt mit Lastwagen abtransportiert. Also erfuhren auch Moscheen und Masjids (kleine Moscheen) ihren Anteil an der Zerstörung während des Umzugs in das neue „Zufluchtszentrum“. Keine der alten Masjids hat bis heute überlebt. Am Ende dieser Umsiedlung war in den Ruinen nichts übrig als eine Moschee, eine bei Ausgrabungen freigelegte Moschee, die Grundmauern einer Masjid, zwei Bäder sowie ein paar Zisternen und Brunnen.
Der Umzug erfolgte schrittweise. Auf der Luftaufnahme von 1965 waren einige Gebäude in der Siedlung bereits vollständig zerstört, einige hatten keine Dächer oder Wände mehr, Bautätigkeit war weitgehend erloschen, nur noch 10–15 Häuser standen. 1972 waren nur noch die Keller oder ein paar Mauern übrig. Auf den Luftaufnahmen von 1992 hatte kein Bauwerk außer der Cevherpaşa-Moschee und dem Minarett der Pazaryeri-Moschee überlebt – wie gegenwärtig. Der endgültige Austausch fand somit zwischen den 1970er und 1990er Jahren statt.

## Zur Grabungsgeschichte

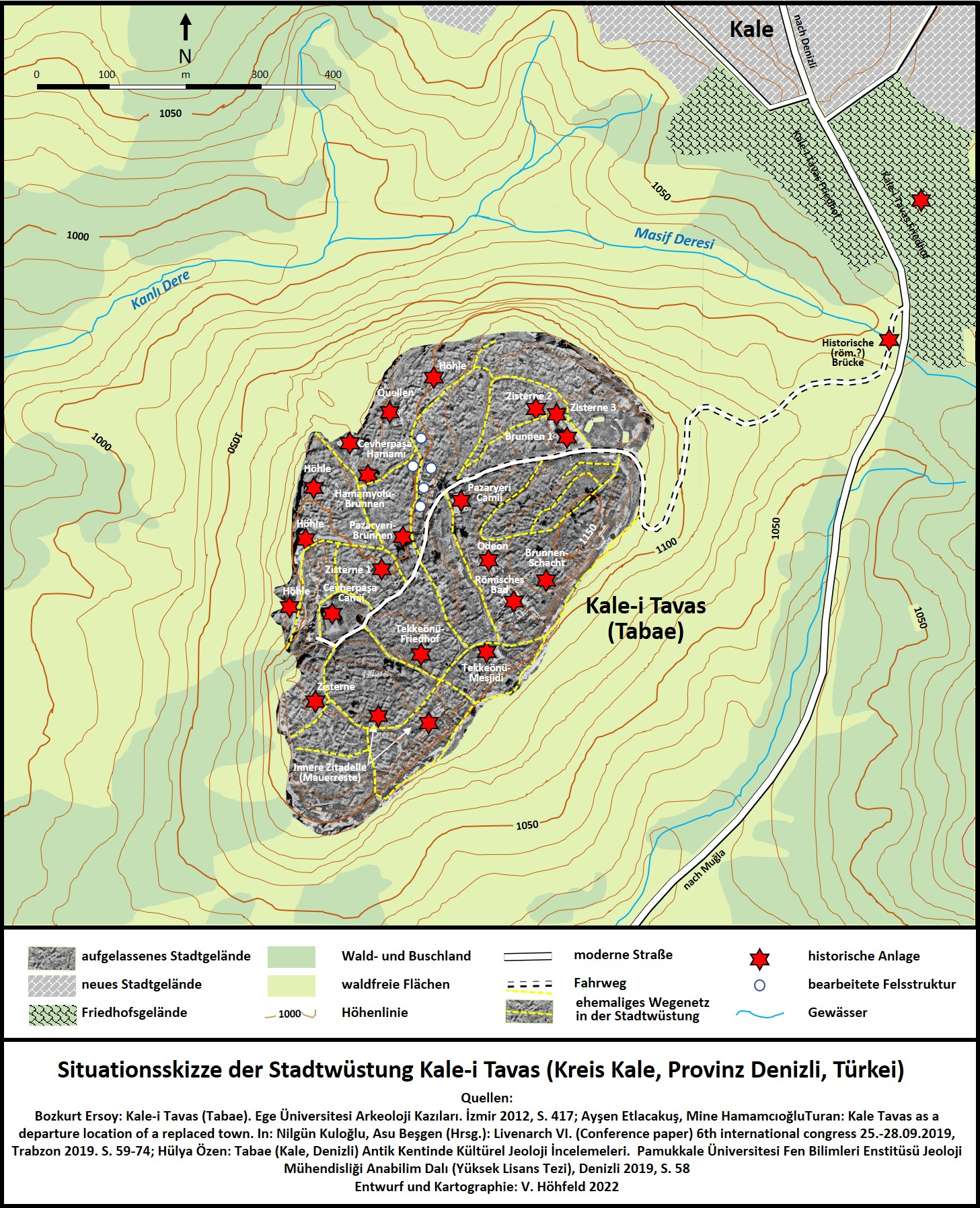
Die Karte zeigt die wichtigsten historischen und topographischen Details der aufgelassenen antiken und türkischen Stadtsiedlung Kale-i Tavas (Tabae) unmittelbar südlich der jungen Folgesiedlung Kale (Denizli).

Seit 2006 wurden in der Stadt archäologische Untersuchungen durchgeführt, seit 2007 Grabungen – und dadurch in den letzten Jahren bemerkenswerte Erkenntnisse nicht nur zur Römerzeit gewonnen. Bei Ausgrabungen in den Jahren 2009 und 2011–2012 wurden einige Zisternen aus der römischen Zeit gefunden. Unter diesen wurden insbesondere bei der Zisterne I (s. u.) umfangreiche Funde von Statuen, Münzen und einigen Glasartefakten sowie vielen Keramikgefäßen zu Tage gefördert. Die realen Ausgrabungen der antiken Stadt Tabae begannen im Jahr 2007 durch die Ege-Universität (Sanat Tarihi Bölümü) unter Leitung von Bozkurt Ersoy, dann 2014 unter Aufsicht des Denizli-Museums und der Pamukkale-Universität in Denizli (Fen Edebiyat Fakültesi Sanat Tarihi Bölümü) durch Kasım İnce und seit 2015 unter Mustafa Beyazit von der Pamukkale-Universität. Die Arbeiten 2007 begannen an Zisterne 1, Brunnen 1 und der Pazaryeri-Moschee, 2008 an der inneren Zitadelle, 2009 an der Cevher-Paşa-Moschee, Zisterne 2 und Zisterne 3, 2010 an der Tekkeönü Masjid und 2011 am Cevher-Paşa-Bad. 2013 wurde das römische Bad unter der Leitung von Bozkurt Ersoy ausgegraben. Die wissenschaftliche Untersuchung des historischen Friedhofs von Kale, der Gräber der Cevher-Paşa-Moschee und der Tekkeönü-Masjid wurde 2015 begonnen, und Şakir Çakmak konzentrierte sich auf das Cevher-Paşa-Bad. Forschungen zur Geschichte der antiken Tabae wurden von Ayşe Aydın und Ergün Laflı durchgeführt. Harun Ürer hat sich auf die antiken Wassersysteme in der Siedlung spezialisiert. Die Entwicklungen der türkischen Periode wurden von einigen Wissenschaftlern untersucht, u. a. von Tuncer Baykara, Bozkurt Ersoy, Mithat Aydın sowie Gönül İçli und Pınar Kaya Özçelik.

## Historische Relikte

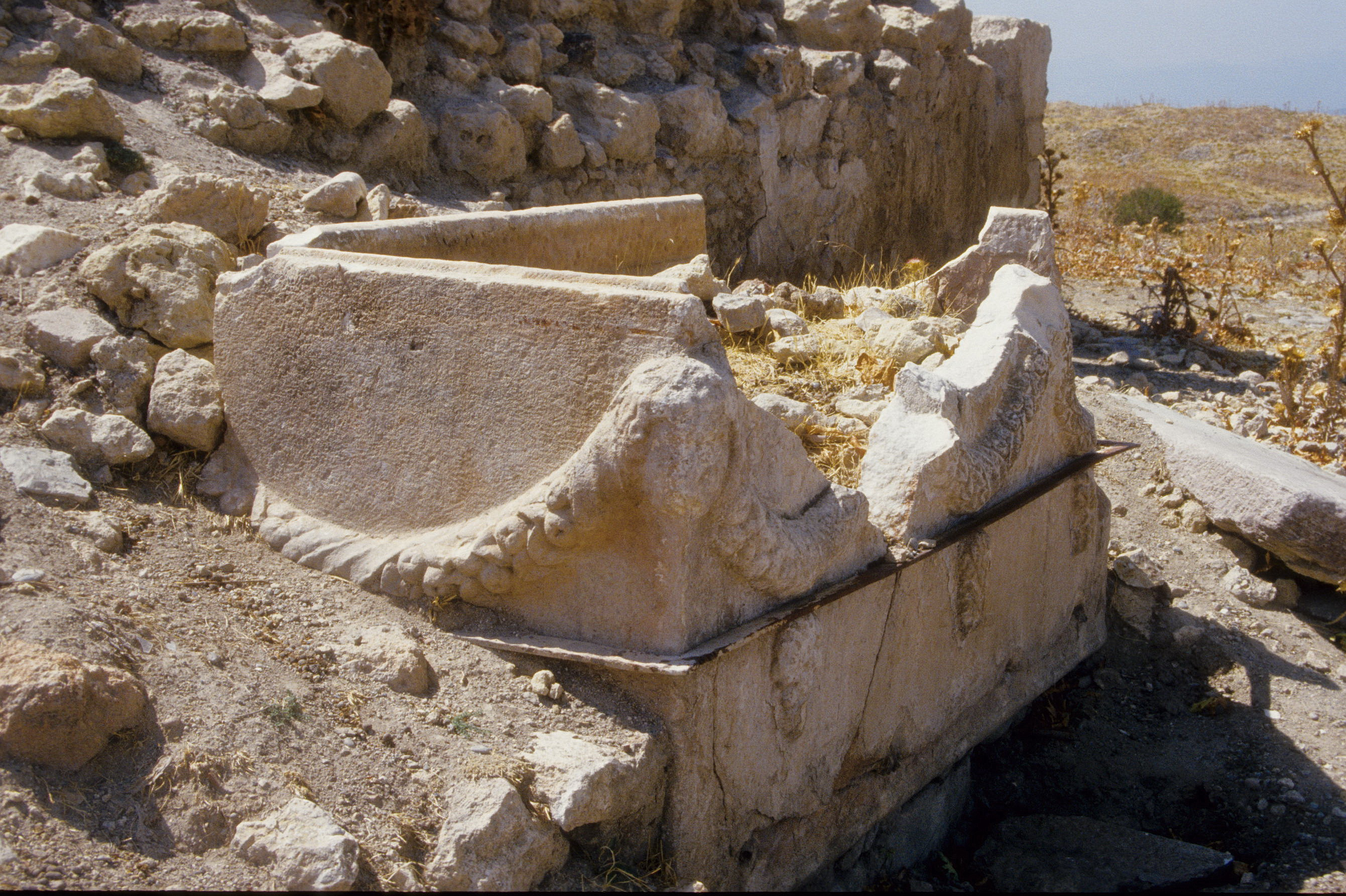
Bisweilen stößt man in der Stadtwüstung Kale-i Tavas auf Reste der antiken Vorgängersiedlung Tabae, hier ein (vermutlich) römischer Sarkophag.

Zahlreiche der nachweisbaren historischen Bauaktivitäten in der antiken Stadt bestanden in der Anlage von Aussparungen und Höhlungen von Felsräumen, römischen Bädern, Zisternen, Brunnen und Moscheebauten in die anstehenden flachlagernden marinen Kalksteinformationen des unteren Miozäns. Einige wenige von ihnen haben bis heute überlebt, verschiedene wurden im historischen Prozess repariert mit Bausteinen, die aus einem anderen Gebäude stammten oder von einem anderen Gebäude übrig geblieben waren und bei Gebäude-Reparaturen als Spolien wiederverwendet wurden. In den Felsen gehauene Wohnbereiche sind Einzel- oder 2-Raum-Strukturen. Einige haben innen in die Wand gehauene Nischen, andere haben Fenster nach außen. Es handelt sich um verschiedene Strukturen, die als Wohnräume und/oder als Kammern für den täglichen Bedarf bestimmt waren. Neben aus Kalkstein des Untermiozän geformten Sarkophagen, deren Überreste in der antiken Stadt gefunden wurden, gibt es in den Felsen gehauene Grabkammern, die in frühchristlich-byzantinischer Zeit, als die Stadt in die Liste der Diözesen aufgenommen wurde, durch Erweiterung einen Funktionswandel zu Kirchen erfuhren (s. u.).

### Römische Brücke
Die römische Brücke der alten Route von Denizli nach Muğla mit nur einem Bogen über den Masif Çayı liegt in der Senke östlich des Stadtplateaus unmittelbar westlich der modernen Fernstraße und war die einzige Brücke, die den Transport zwischen der Tavas-Ebene und der antiken Stadt Tabae (Eski Kale) ermöglichte. Das Innere des Bogens besteht aus behauenem Stein, der obere Teil aus behauenem Stein und Bruchstein. Die Brücke aus der Römerzeit mit einer Breite von 7,90 m wurde auch während der Ortsverlegung zwischen 1958 und 1960 bis zur endgültigen Aufgabe des alten Stadtgeländes durchgehend genutzt. Im Laufe der Zeit danach gab es Verschleiß am Bauwerk. Heute nach einer Restaurierung kann man die Ruinenstätte über diese Brücke wieder erreichen.

### Felsenkirche (mögliche Michaels-Kirche)
Im oberen randlichen Hangbereich in Kale-i Tavas stößt man nordwestlich der inneren Burg und südwestlich der Cevher-Pascha-Moschee auf eine in den senkrecht abfallenden Felsen gehauene zweigeschossige bearbeitete Felsfassade. In der unteren „Etage“ befinden sich zwei in den Felsen gegrabene Abschnitte, deren Fronten sich mit einem unregelmäßig geformten Bogen öffnen. In die Wände des westlichen Raumes sind Nischen unterschiedlicher Größe eingelassen. die ebenfalls mit einem unregelmäßig geformten Bogen verbunden sind. Der östliche Raum wird durch eine rechteckige Tür betreten. Die darüber im oberen Teil des Hanges eingelassene aufwändig herausgearbeitete Fassade zeigt eine Türöffnung mit beidseitig rechteckigen Nischen unter einem dreieckigen gezahnten Giebel. Daneben an der Nordwestwand befinden sich kleine Nischen mit Rundbögen. Eine elliptische Apsis im Inneren des Raumes weist darauf hin, dass der Raum als Kirche genutzt wurde. Die Archäologen gehen aber davon aus, dass dieser Raum zunächst hauptsächlich als Grabanlage angelegt war, ehe später Christen ihn zu einer einschiffigen Kirche nach Südosten hin erweiterten, indem sie am Ende eine Apsis anfügten.
Die Fassade dieser Felsenkirche ähnelt der Fassade eines Felsgrabs westlich der Zitadelle in Kale-i Tavas. Diese ist mit Säulen und Pilastern in drei vertikale Abschnitte gegliedert, wobei Säulen auf beiden Seiten des Portals ebenfalls in einem dreieckigen Giebel eingeschlossen sind. Aussparungen in den Pfosten der Türöffnung der Felsenkirche und in den Ecken des Sturzes deuten darauf hin, dass die Öffnung hölzerne Türblätter hatte. Offenbar wurden in Tabae einige Felsengräber, vermutlich auch Tempel aus der Antike, in frühchristlich-byzantinischer Zeit in Felsenkirchen umgewandelt, denn bis in die erste Hälfte des 6. Jahrhunderts wurden noch heidnische Kulte in Tempeln und anderen Heiligtümern praktiziert. Was die oben beschriebene Felsenkirche betrifft, so kann sie aufgrund ihrer geringen Größe, der Grundrissmerkmale und der einfachen Verarbeitung in die frühchristlich-byzantinische Zeit der antiken Stadt datiert werden. Derartige Beispiele einschiffiger Kirchen und Kapellen ohne Narthex und mit elliptischer Apsis finden sich auch in der phrygischen Region sowie in Höhlen, die bis in die archaische Zeit zurückreichen, als byzantinische einschiffige Kapellen oder in Klosterkomplexen im Latmos in der Region Altkarien.
Unmittelbar neben der Felsenkirche stößt man auf drei Tafeln aus byzantinischer Zeit mit geometrischen Mustern bzw. Figuren. Die Stilmerkmale weisen im Vergleich zu ähnlichen Exemplaren auf eine Zugehörigkeit zur mittel-byzantinischen Zeit hin. Neben Kreis- und Rautenmotiven ist in der Mitte einer der halb gebrochenen Tafeln eine Engelsfigur in einem Rahmen platziert. Der Engel trägt einen Heiligenschein, der mit einer Perlenkette verziert ist, und hat Flügel, deren Federn partiell detailliert dargestellt sind. Der Engel mit dem Zepter in der rechten Hand hat in der linken Hand eine Kugel. Es handelt sich offenbar um den Erzengel Michael und bei der Kirche vermutlich um eine Michaels-Kirche. Er trägt einen weitärmligen Umhang auf einem langen Untergewand, das als Karamangion (kurzer Kaftan) bezeichnet wird und mit Edelsteinen an Arm und Handgelenk verziert ist, und einen Loros (langes, schmales und besticktes Tuch) um den Oberkörper mit Perlenschnüren um Rücken, Schultern und Taille. Diese Art der Darstellung, die im östlichen Christentum üblich ist, wurde auch vom westlichen Christentum übernommen. Typisch ist dabei, dass der Engel von vorne dargestellt wird, das Gewand des Kaisers trägt, geflügelt ist, ein Kreuzritterzepter in der rechten Hand sowie eine Weltkugel in der linken Hand hält.

### Stadtmauern

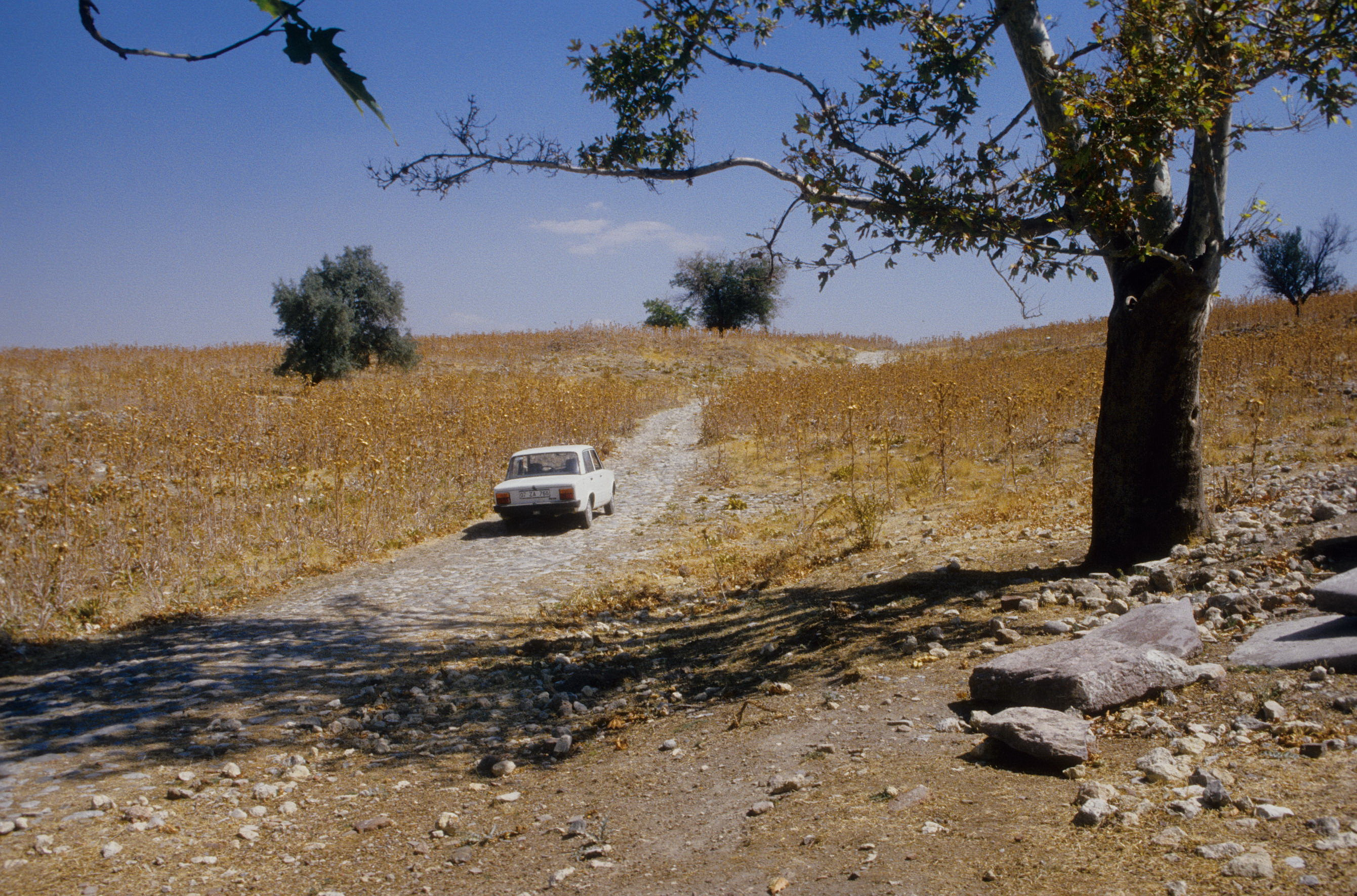
Einige der Wege in der Stadtwüstung Kale-i Tavas zeigen noch das historische Straßenpflaster.

Auf dem Plateau gab es offenbar sowohl eine innere ummauerte Zitadelle als auch eine äußere Mauer. Einige Überreste der inneren Zitadelle stammen aus dem 17. Jahrhundert. Obwohl es auch in den Quellen des 17. Jahrhunderts heißt, dass der Hügel von Kale-Tavas von einer Außenmauer und einer Innenmauer umgeben war, ist heute nicht mehr viel übrig außer einigen Stadtmauerresten, dem Fundament der Bastionen und der gepflasterten Straße, die bei Ausgrabungen freigelegt wurden.

### Odeon
Am Westteil eines Gebäudes am Hang westlich des Römischen Bades (s. u.), das als Odeon bezeichnet wird, wurden 2 Sitzstufenreihen mit einer Länge von 4 Metern festgestellt. Bei den Ausgrabungen erkannte man, dass Steine aus den Reihen entfernt und in Moscheen in der Stadt verwendet wurden und dass auf den Resten des Odeons im oberen Teil in der späten osmanischen oder republikanischen Zeit Häuser gebaut worden waren.

### Wasserbaustrukturen
Tabae hatte aufgrund seiner exponierten Lage auf einem äußerst begrenzten Plateau in Bezug auf seine Wasserressourcen auch nur begrenzte Möglichkeiten. Aufgrund der Klüftung und relativ guten Bearbeitbarkeit der Kalksteineinheit aus dem Untermiozän, auf der sich die antike Stadt ausbreitete, und der undurchlässigen Tonmergel-Einheit direkt darunter war es in der antiken Stadt möglich, verschiedene Wasserbaustrukturen zu schaffen, indem man sich diese geologische Besonderheit zunutze machte. Obwohl auf diese Weise verschiedene Anlagen, wie Zisternen, Brunnen, Kanäle und unterirdische Leitungen, innerhalb der Kalksteineinheit des Untermiozän zum Sammeln und Ableiten von Oberflächenwasser erstellt wurden, waren diese Ressourcen nur für den Notfall ausreichend und sicherlich nicht immer nachhaltig. Insbesondere Zisternen ermöglichten eine längere Speicherung von Regenwasser oder anderen möglichen Quellen. Dazu wurde für die Anlage von unterirdischen Zisternen der miozäne Kalkstein bis auf die darunter liegende tonige und somit wasserstauende Mergelschicht ausgehoben. So sollten mögliche Wasserverluste durch Verdunstung verhindert werden. Unter anderem bildeten Senkkasten-Brunnen und unterirdische Tunnelbauten Wasserbauanlagen der Stadt, wobei die Tunnel möglicherweise auch als Durchgänge genutzt wurden. In diesem Zusammenhang wurden etwa 1 km östlich der antiken Stadt die Reste eines geschlossenen Wasserkanals am gegenüberliegenden Hang jenseits der Fernstraße gefunden, der in der Antike eine mögliche Quelle für die Stadt erschlossen hatte, die Wasser aus einer Entfernung von 1–1,5 km aus der Umgebung nach Tabae brachte. Bei den Ausgrabungen in der antiken Stadt wurden unter anderem drei Zisternen und drei Brunnen entdeckt.

### Die römische Zisterne (Nr. I) und ihre Funde
Die zwischen dem unteren und dem oberen Basarplatz gelegene „Zisterne Nr. I“ wurde in die Römerzeit datiert. Der in den Kalkstein des unteren Miozäns eingesenkte Wasserspeicher wurde zur Deckung des Wasserbedarf der Burg-Stadt-Siedlung verwendet. Sowohl diese als auch die anderen Zisternen enthielten eine große Anzahl von Funden, beginnend mit der Frühzeit der Stadt und insbesondere aus der Römerzeit, wobei die Zisterne Nr. I den anderen Zisternen der Stadt aufgrund ihres Fassungsvermögens überlegen war. Dieses relativ große Bauwerk bestand aus tonnengewölbten Einheiten auf vier quadratischen Stützen mit 5 Rundbögen in der Mitte, die das Gebäude in zwei Teile teilten. Das schlammig-lehmige Bodensubstrat hat zwar eine zeitliche Analyse nahezu unmöglich gemacht, man konnte jedoch anhand der Funde schätzen, wann die Zisterne benutzt wurde und wann sie nicht mehr funktionierte. Eines der auffälligsten Fundstücke ist ein bronzener Statuenkopf. Nach den durchgeführten Auswertungen mit Frisur, Augenstruktur und dergleichen war ersichtlich, dass dieser Bronzekopf in das 1. Jahrhundert vor Christus datiert. Von den zudem freigelegten Marmorstatuen gehörte die früheste zu einer weiblichen Figur und zeigt mit ihrer Frisur und den tief liegenden Augen im schmalen Gesicht spätklassische Einflüsse. Der Fund, der möglicherweise zu einer Kore oder Demeter gehörte, wird ungefähr in das 2. Jahrhundert v. Chr. datiert. Neben diesen Statuen aus Bronze und Marmor bildeten viele Münzen eine weitere wichtige Fundgruppe aus der Römerzeit, als die Zisterne intensiv genutzt wurde. Die letzten datierten Münzen aus der Zisterne sind Stadtmünzen aus der Zeit des Kaisers Gallianus (252–268 n. Chr.). Unter Berücksichtigung weiterer Funde wurde die Zisterne bis in die zweite Hälfte des 3. Jahrhunderts n. Chr. benutzt und begann sich danach mit Sediment zu füllen.

### Die Zisternen II und III
Die beiden Zisternen II und III liegen im Nordosten des bebauten Plateaus nebeneinander westlich von Brunnen I. Aufgrund der Keramikfunde aus dem 1. und 3. Jahrhundert wurden die beiden Bauwerk in die römische Zeit datiert. In der Literatur wird angegeben, dass die Wasserspeicher mit einem Basisdurchmesser von 3 m und eine Höhe von 4,5 m hm einer Kategorie von unregelmäßig ausgearbeiteten flaschenartigen Zisternen zuzuordnen sind.

### Brunnen Nr. I (Osmanischer Brunnen)

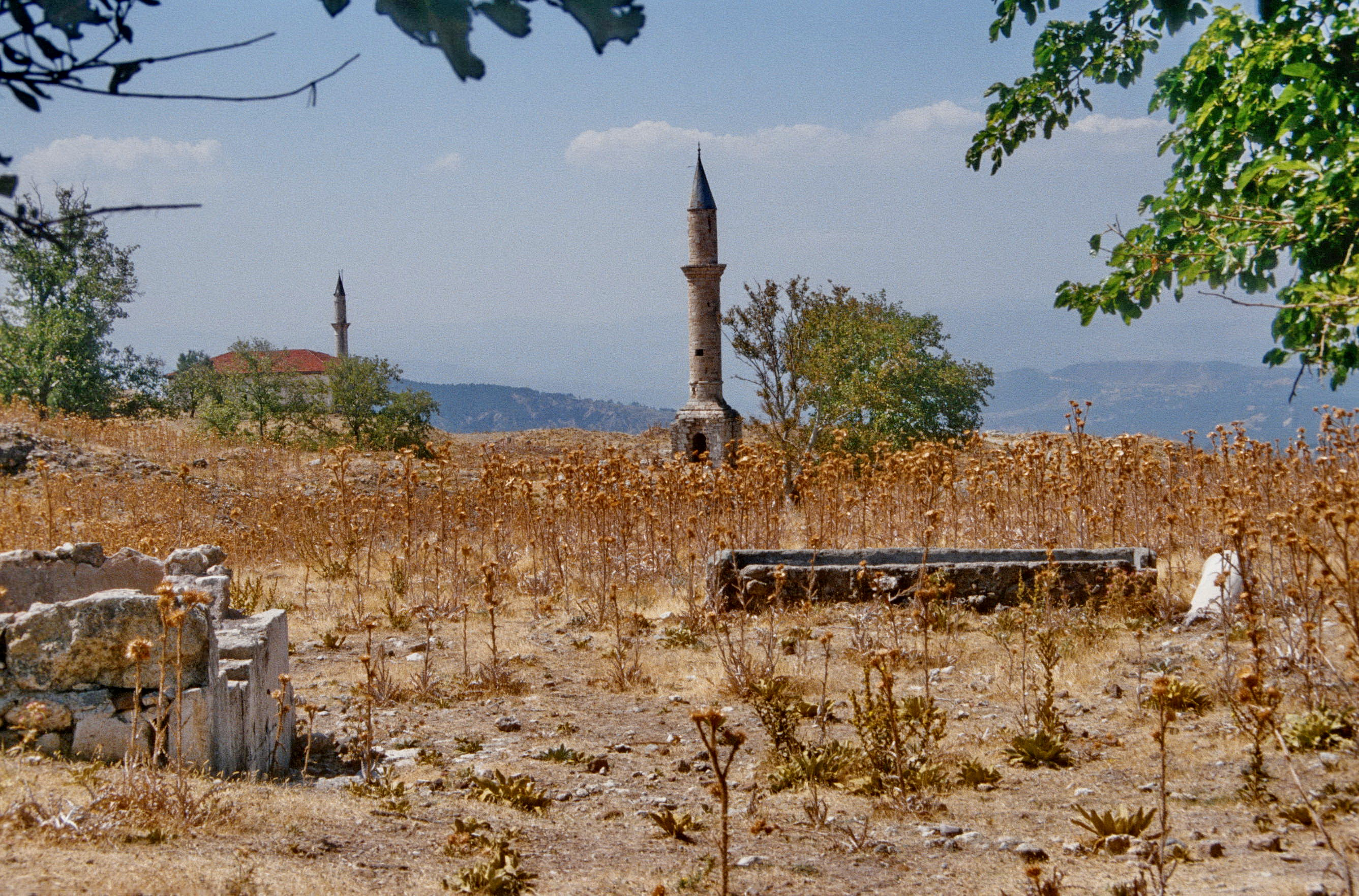
Blick südwestwärts über die Wüstung Kale-i Tavas. Im Vordergrund die Reste von Brunnen 1, im Mittelgrund das Minarett der Pazaryeri-Moschee und in der Bildmitte links die Cevherpaşa-Moschee.

Vom Brunnen aus osmanischer Zeit (Brunnen I) am nordöstlichen Eingang (Zufahrt) des Ruinengeländes ist ein 1 m messendes Mauerstück bis heute erhalten. Die Mauer besteht aus Bruchsteinen und bearbeiteten Steinen, von denen einige offenbar wiederverwendet wurden (Spolien). Das Abwasser des Brunnens wurde über einen aus Plattenkalken geschaffenen Kanal in die Kanalisation der Stadt geleitet.

### Pazaryeri Çeşmesi (Marktplatzbrunnen)
Südwestlich der Pazaryeri-Çarşı-Moschee (s. u.) stößt man auf die Reste des (jungen) Marktplatzbrunnens, von dem man annimmt, dass er aus der Zeit der Türkischen Republik stammt. Er wurde aus Stein und Stahlbetonmaterialien gebaut.

### Hamam Yolu Çeşmesi (Brunnen an der Badstraße)
Der Brunnen an der Straße zum Cevherpaşa Hamam, der angeblich aus dem 19. Jahrhundert stammt, wurde aus Kalkstein des unteren Miozäns und aus Mörtelmaterial errichtet.

### Römisches Bad
Die weitgehend abgetragenen Reste einer größeren römischen Badeanlage befindet sich südöstlich der Pazaryeri-Çarşı-Moschee. Die Basen für die nordöstlichen und nordwestlichen Wände des rechteckig geplanten Gebäudes wurden in den anstehenden Kalkstein gehauen. Es gibt fünf Nischen an der Nordwestwand und drei Nischen an der Nordostwand. Dieses Bad, das durch Aushub und unter Verwendung des miozänen Kalkgesteinsgesteins gebaut wurde, umfasst auch Zisternen, Senkkasten-Brunnen und Springbrunnen sowie Moscheen und Bäder aus islamischer Zeit.

### Cevher Paşa Hamamı (Cevher-Paşa-Bad)
Die Badruine des Cevher Paşa Hamams steht im nordwestlichen Teil des Stadtgeländes, wo dieses in Ost-West-Richtung mit einer Neigung von etwa 60 % abfällt. Der nördliche Teil des Gebäudes liegt zum Tal hin. Die Breite der Ruine beträgt in Süd-Nord-Richtung etwa 12 m und Ost- und Westrichtung ca. 21 m. Die höchsten Mauerteile des Gebäudes liegen bei 5,5 m. Nach der Ausgrabung wurden an den Talseiten Stützen errichtet, weil bestehende Mauern durch Wasser destabilisiert waren, und es wurden weitere Eingriffe vorgenommen, um eine Verschlechterung des Bauzustandes zu verhindern. Das Bad hat zwar weitgehend die notwendige Erdbebenfestigkeit, Scherfestigkeit und Druckfestigkeit, es gibt dennoch einige mögliche Probleme, und um das Gebäude zunächst so zu erhalten, wie es vorgefunden wurde, hat man die Konsolidierung als den geeigneten Restaurierungsansatz festgelegt. Für die Umsetzung der vorgeschlagenen Interventionen wurde ein Managementplan aufgestellt, um sicherzustellen, dass die Restaurierung wissenschaftlich fundiert umgesetzt wird. Die vom Leiter der Ausgrabungen, Bozkurt Ersoy, geforderte Stabilisierung des Cevher-Paşa-Bades war im September 2010 von der Regionaldirektion für fromme Stiftungen in Aydın (Aydın Vakıflar Bölge Müdürlüğü) mit Grundsatzentscheidung Nr. 118 genehmigt worden. Die wissenschaftliche Ausgrabung des Bades wurde im Jahr 2013 durchgeführt.
Aufgrund einer Inschrift, die im neuen Kreiszentrum Kale gefunden wurde, geht man davon aus, dass das Cevher Paşa Hamamı in der verlassenen Stadt von Cevher Pascha, einem der angesehensten Männer der Menteşeoğulları, in Kale-i Tavas erbaut wurde. Cevher Pascha stammte aus der Herrscherfamilie des Emirats Menteşe. Als Bauzeit wurde aufgrund der architektonischen und materiellen Merkmale das 15. Jahrhundert bestimmt. Obwohl das Baudatum nicht genau bekannt ist, weiß man, dass es 1819 repariert wurde. Das Haupt-Baumaterial des Gebäudes war untermiozäner Kalkstein, wobei neben Bruchstein auch Spolien-Blöcke und in den Bögen Ziegel verwendet wurden. Das Gebäude wurde zuletzt bis zur Aufgabe der Siedlung als Lackiererei genutzt. Das Cevher Paşa Hamamı in Kale Tavas ist ein Beispiel für die osmanischen Bäder aus dem 15. Jahrhundert. Obwohl der Komplex eine Ruine ist, wurde seine Authentizität hinsichtlich Statik, Bautechnik und räumlichen Eigenschaften bewahrt. Der Bau mit Umkleideraum, Reinigungsteil, temperiertem Raum, Hitzeraum, Ofenteil/Heizraum und Toilette spiegelt in Struktur, Bautechnik, Material, räumlichen Gegebenheiten und architektonischen Elementen die Charakteristika der osmanischen Zeit wider und hat daher architektonischen Wert. Die Form der zentralen Kuppel ist eine Ellipse. Dies verleiht dem Bad Seltenheitswert.

### Cevher Pascha Camii (Cevher-Pascha-Moschee)
Für den Bau der Cevher-Pascha-Moschee (Cevher Pascha Camii) wurde in erster Linie flachlagernder mariner Kalkstein aus dem unteren Miozän als Baustein verwendet. Zur farblichen Ornamentik vor allem für den Moschee-Eingang dienten weinrote und graue Plattenkalke sowie Ziegel und Sandstein. Die burgunderroten und grau gefärbten Plattenkalke sind Einheiten innerhalb der lykischen Decken und wurden in unmittelbarer Nähe auf den Berg- und Hügelgebieten gewonnen, die 1–1,5 km östlich der antiken Stadt beginnen und sich nach Nordosten erstrecken. Diese Plattenkalke haben eine Art „Schiefer“-Eigenschaft und lassen sich leicht entlang der Bettungsebenen plattig spalten. Sie wurden auch als Pflaster auf den Straßen sowie beim Bau von Bogenbauten verwendet. Die Cevher-Pascha-Moschee, eine der „modernen“ handbemalten und mit Holzsäulen ausgestatteten „Waldmoscheen“, wurde eventuell in der osmanischen Zeit während der Verwestlichung im 19. Jahrhundert erbaut. Das genaue Baudatum der Cevher-Pascha-Moschee ist allerdings nicht bekannt. Obwohl auch nicht klar ist, wer jener Cevher Pascha war, der dem Gebäude den Namen gab, geht man davon aus, dass er aus der Dynastie des Beyliks Menteşe stammte, so dass diese Moschee möglicherweise bereits im 15. Jahrhundert zum ersten Mal gebaut und im 19. Jahrhundert durch einen Neubau ersetzt wurde. Das ist insofern plausibel, da Cevher Pascha, einst Gouverneur von Menteşe (Muğla), die Kavak-Moschee in Kızılcabölük bauen ließ, einem Ort bei Tavas, der in einem der Kataster- und Steuerbücher des Distrikts Tavas des Sandschaks Menteşe (Buch Nr. 47, Seite 249) aus der Zeit Bayezids II. (1481–1512) bereits als Weiler Kızılcaoluk genannt wird.

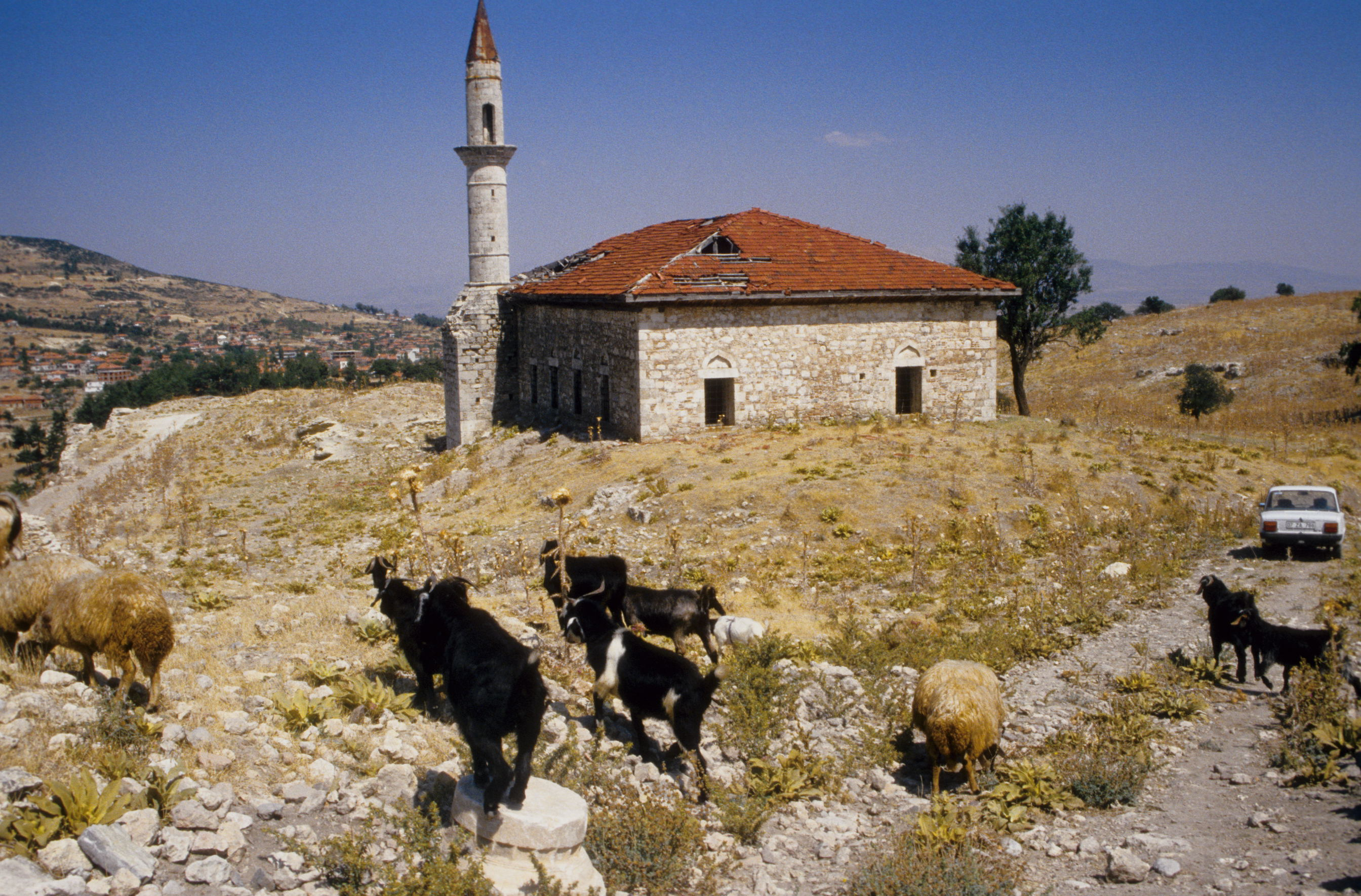
Die Cevher-Pascha-Moschee wurde eventuell im 19. Jahrhundert erbaut. Das genaue Baudatum ist allerdings nicht bekannt. Nach der Verlegung der alten Burgsiedlung wurde die am alten Standort verbliebene Moschee länger nicht genutzt und gewartet, so dass in ihrem Dach mit der Zeit große Löcher entstanden.

Obwohl die ursprüngliche Eindeckung ein Flachdach gewesen war, wurde das Gebäude in späteren Jahren mit einem Walmdach versehen. Nach der Verlegung der alten Burgsiedlung wurde die am alten Standort verbliebene Moschee länger nicht genutzt und gewartet, so dass in ihrem Dach mit der Zeit große Löcher entstanden. Inzwischen wurde 2006 eine Generalrestaurierung von der Regionaldirektion für Stiftungen durchgeführt. Im zunächst offenen und später nach außen geschlossenen Narthex auf der Nordseite der Moschee befinden sich sechs Holzsäulen. Von beiden Seiten des Narthex erfolgt der Zugang zum Versammlungsort über Holztreppen. Vom letzten Versammlungsplatz bis zum Altarraum wird man durch eine rundbogige Eingangstür geführt. Auf dem Schriftband an der Tür steht das Hidschra-Datum 1235 (1820, evtl. Reparaturdatum?). Das Lesepult des an der nordwestlichen Ecke an den Narthex angrenzenden Minaretts wurde auf der Höhe der Dachebene der Moschee angebracht. Da der mit bearbeiteten Steinen bedeckte Wabenteil auf dem ersten Minarett-Balkon in früheren Jahren zerstört worden war, hat man ihn mit einem Metallkegel bedeckt, was dem Minarett ein gedrungenes Aussehen verleiht. Die rechteckigen jeweils vier Fenster an der Ost- und Westwand und zwei an der Süd- bzw. Nordseite der Moschee sind von bearbeitetem Stein umgeben und mit einem Blendbogen verziert. Der Saal (Harem) ist mit zwei Reihen von jeweils vier dekorierten hölzernen Säulen in drei Schiffe unterteilt. Auf den Säulen wurden antike Kapitelle angebracht und in Bleistifttechnik bemalt. Der Innenraum ist mit Schriftzügen und floralen geometrischen Mustern verziert, und an den Wänden sind mit Farbe quadratische und kreisförmige Tafeln aufgemalt. Im nördlichen Teil des Gebetsraums befindet sich ein von sechs dekorierten Holzsäulen getragener Mehfil (erhöhte Plattform). Der Mihrab der Moschee hat die Form einer Nische mit einem drapierten Vorhang und einer Mizan-Skala (Gleichgewicht zwischen Sünde und Belohnung im Jenseits) in der Mitte. Auf dem Mihrab wurde ein dreieckiger Giebel mit Blumenmotiven geschaffen.

### Pazaryeri Camii (Çarşı-Moschee)
Obwohl die Çarşı-Moschee (Çarşı Camii, Pazaryeri Camii) im Nordosten der Cevher-Pascha-Moschee ein solides Untergeschoss hatte, wurden ihre Mauern beim Umzug in die neue Stadt Kale auf eine durchschnittliche Höhe von 0,60 m abgetragen, und nur ihr Minarett blieb stehen. Nach den Rest-Befunden des Bauwerks wurde diese Moschee im 18./19. Jahrhundert erbaut. Anhand einer Reparaturinschrift wurde ihr Minarett 1867–68 repariert. Die Hauptmaterialien der teilweise erhaltenen Moschee waren Kalksteine aus dem unteren Miozän sowie Plattenkalke und Ziegel.

### Tekke Önü Masjid und Yılancıoğlu Camii
Es gab in Kale-i Tavas eine kleine Moschee (Masjid) aus dem 18. Jahrhundert: die Tekke Önü Masjid. In der 1965 im neuen Kreiszentrum Kale erbauten Yılancıoğlu-Moschee wurden die Steine der Tekke Önü Masjid verwendet, die bis auf das Fundament abgetragen worden war. Letztere war, unter Berücksichtigung des Grundrisses und der verwendeten Materialien, wahrscheinlich auch im 18./19. Jahrhundert mit sauber bearbeiteten Steinen und Bruchsteinen errichtet worden. Wegen der partiell dünnen Wände hatte sie vermutlich eine hölzerne Decke, die von Holzsäulen getragen wurde. Zusätzlich zu den Steinen, die für das Fundament und die Wände der neuen Yılancıoğlu-Moschee verwendet wurden, hatte man zahlreiche Bausteine der Tekke Önü Masjid auch in den umgebenden Mauern verarbeitet, so auch bearbeitete Steine für den Bau eines Torbogens, sowie Säulenkapitelle und Säulenfragmente, die aus der Römerzeit zu stammen scheinen. Neben Steinen mit Pflanzenornamenten, die vermutlich von der Tekke Önü Masjid stammen, befinden sich sowohl an der Umfassungsmauer als auch am Sockel des Minaretts auch Steine, auf denen die Inschrift „Mashallah“ zu lesen ist. Das Minarett war von einem Meister namens Halil İbrahim Yıldır abgebaut, jeder Stein einzeln nummeriert, zur Yılancıoğlu-Moschee gebracht und dort als deren Minarett wieder zusammengesetzt worden. Im Nordwesten des Sockels befindet sich eine 1,70 × 0,67 m große Türöffnung. Die Marmorinschrift auf dem Mauerwerk über der Türöffnung trägt eine Inschrift aus 6 Zeilen einer osmanischen Inschrift von 1292 der Hidschra (1875–76). Laut osmanischen Archiven ist zwar bekannt, dass die Tekke Önü Masjid um 1834 neu gebaut wurde, es ist jedoch nicht vollständig geklärt, ob die fragliche Inschrift zum Minarett gehört oder zur Reparatur der Tekke Önü Masjid diente. Die Hacı-Mustafa-Moschee im Tekke-Viertel wurde laut Aufzeichnungen vom Februar–März 1834 neu gebaut. Es ist möglich, dass diese Moschee derselbe Bau wie die Tekke Önü Masjid ist, von der heute nur noch Spuren der Struktur übrig sind. Es wird behauptet, dass diese Moschee, die während der Ausgrabungen zwischen 2010 und 2011 freigelegt wurde, möglicherweise im 18. oder 19. Jahrhundert entstand. Aus diesem Grund können die Tekke Önü Masjid und die Hacı-Mustafa-Moschee dieselben Gebäude sein. Es erscheint jedoch ebenso plausibel, dass das Minarett während des Umbaus der Moschee in die Hacı-Mustafa-Moschee 41 Jahre nach ihrem Bau hinzugefügt worden sein könnte.

### Die Friedhöfe von Kale-i Tavas
Der Friedhof von Kale-i Tavas/Kale wird von der Fernstraße von Denizli nach Muğla in zwei Partien geteilt. Mehr als 3000 Grabsteine des oberen (im Osten) und unteren (im Westen) Friedhofs stammen aus der osmanischen Zeit. Einige der Steine konnten sogar früher, als aus ihren Inschriften ableitbar war, auf das 13. Jahrhundert datiert werden. Obwohl insgesamt mehr als 800 Grabsteine auf dem oberen Friedhof aus der republikanischen Zeit stammen, wurde bei sehr vielen von ihnen festgestellt, dass die alte osmanische Tradition in Form, Material und Dekoration fortgesetzt wurde und wird. Auf diesen Grabsteinen sind Frauenfez, Schmuckformen und florale Elemente der osmanischen Zeit zu sehen, und auf den männlichen Grabsteinen findet man fezartige Kopfbedeckungen wie aus osmanischer Zeit. Der früheste bisher identifizierte Grabstein ist auf das Jahr 1045 der Hidschra datiert (1635–1636). Der Friedhofsbereich wurde somit in der Republikzeit weiter genutzt. Bereits 2016 wurden insgesamt 73 Grabsteine in Fortführung der alten Tradition identifiziert, der früheste von ihnen stammt aus dem Jahr 1928.